# Одюбон, Джон Джеймс
Джон Джеймс Одюбо́н (англ. John James Audubon, 26 апреля 1785 — 27 января 1851) — американский натуралист, орнитолог и художник-анималист, автор труда «Птицы Америки» (1827—1838).
Одюбон родился во французской колонии Сан-Доминго на Гаити. Накануне революции отец перевёз его во Францию, а в 1803 году отправил в Америку, спасая от Наполеоновских войн. До 1820 года Одюбон пытался вести свой бизнес, занимаясь торговлей и лесопилкой, однако не преуспел, и, став банкротом, короткое время провёл в тюрьме. Выйдя на свободу, он начал рисовать птиц, чем ранее занимался лишь в качестве хобби. Не найдя финансирования для издания «Птиц Америки» в Филадельфии, отправился в Англию, откуда впоследствии неоднократно возвращался в поисках новых птиц. Помимо альбома иллюстраций в натуральную величину «Птицы Америки», Одюбон издал книгу-компаньон «Орнитологическая биография» (1831—1838), содержащую описания изображённых птиц и множество коротких рассказов («эпизодов») о жизни в Америке. Совместно с Джоном Бахманом была написана книга о четвероногих Америки The Viviparous Quadrupeds of North America (иллюстрации опубликованы в 1842—1846 годах, текстовая часть — в 1846—1854 годах).
Жизнь Одюбона и его главный труд рассматриваются как культовые американские явления: поставив перед собой задачу описать все виды птиц Америки, он сформировал самосознание американского натуралиста, первым в истории нации объединил искусство и науку. В его честь названо Национальное Одюбоновское общество, одна из первых природоохранных организаций в мире.

## Биография

### Ранние годы
Жан Рабен Одюбон (Jean Rabin Audubon) родился 26 апреля 1785 года на сахарной плантации около Ле-Ке во французской колонии Сан-Доминго на острове Гаити. Впрочем, некоторые историки называют 1786 или 1780 годы. Дату рождения биографы Одюбона связывают с заметкой в журнале доктора, который посещал его мать в последние дни беременности из-за тропической болезни и указал, что 26 апреля она родила ребёнка (никакой другой информации, включая имя, в журнале нет). У Жана Рабена не было документа о рождении, так как он был незаконнорождённым.
Отец, Жан Одюбон (Jean Audubon, 1744—1818), был французским морским офицером и во время войны за независимость США командовал кораблём. Дедом Одюбона по отцовской линии был Пьер Одюбон (Pierre Audubon) из Ле-Сабль-д’Олон, а бабкой — Мари-Анна Мартен (Marie Anne Martin). Многие их дети, по-видимому, умерли в раннем возрасте. Известно о брате Клоде (Claude), у которого были дочери Анна (Anne), Доминика (Dominica), Катерина-Франсуаза (Catherine Françoise) и с которым отец Одюбона не поддерживал отношений. Другой брат, чьё имя не сохранилось, в 1771—1796 годах занимался политикой в Нанте, Ла-Рошели и Париже. Сестра, Мари-Роза (Marie Rosa), в 1794 году вышла замуж за Пьера де Вожона (Pierre de Vaugeon), у неё был сын Луи де Вожон (Louis de Vaugeon). Мари-Роза и дочери Клода впоследствии оспорили наследство, оставленное Жаном Одюбоном. В 1772 году Жан Одюбон женился на богатой вдове Анне Муане (Anne Moynet) (1736—1821), которая была на несколько лет его старше. Она владела несколькими домами в Пэмбёфе, на её деньги была куплена плантация около Ле-Ке. Жан Одюбон торговал сахаром, кофе, табаком и рабами.
Ранее считалось, со слов самого Одюбона, что его мать была креолкой и имела африканские корни. В «The Negro Almanac» 1989 года Одюбон включён в перечень выдающихся чёрных художников (англ. Outstanding Black Artists); в других подобных справочниках его имя отсутствует, в частности, в Dictionary of Negro Biography (1970) и Black Biography, 1790—1950 (1991). Современные исследования эту информацию о матери опровергают. Элис Форд (Alice Ford) в своей биографии Одюбона, опубликованной в 1969 году, писала, что матерью натуралиста была француженка Жанна Рабен (Jeanne Rabin или Rabine), которая плыла в Америку на корабле, управляемом Жаном Одюбоном; тогда же начались их отношения. Форд указывала, что ей было 25 лет, Ричард Родс (Richard Rhodes) и Уильям Соудер (William Souder) писали, что 27. Жанна Рабен умерла через несколько месяцев после родов.
Воспитание Жана Рабена на Гаити было поручено Катерине Буффард (Catherine «Sanitte» Bouffard), которая занималась домом в Ле-Ке. У неё было несколько детей от Жана Одюбона. Опасаясь массовых волнений, Жан Одюбон полагал, что в Европе будет безопаснее, чем в колонии. Осенью 1789 года он покинул Вест-Индию вместе с двумя детьми, побывал по делам в Виргинии, возможно, посетил Новый Орлеан и отправился во Францию. Жан Рабен и его четырёхлетняя сводная сестра Роза Буффард (Rosa Bouffard, ранее носила имя Мюге (Muguet), 1787—1842), которая также была записана как дочь Жанны Рабен, прибыли в Нант в июне 1791 года, за несколько месяцев до падения монархии. Френсис Хобарт Херрик (Francis Hobart Herrick) указывал, что Катерина Буффард и ещё одна дочь Жана Одюбона — Луиза (Louise) — позднее также прибыли во Францию. Современный исследователь Грегори Нобл (Gregory Noble) пишет, что ещё одна младшая сводная сестра Одюбона, Мари-Мадлен (Marie-Madeleine), была убита во время гаитянской революции.

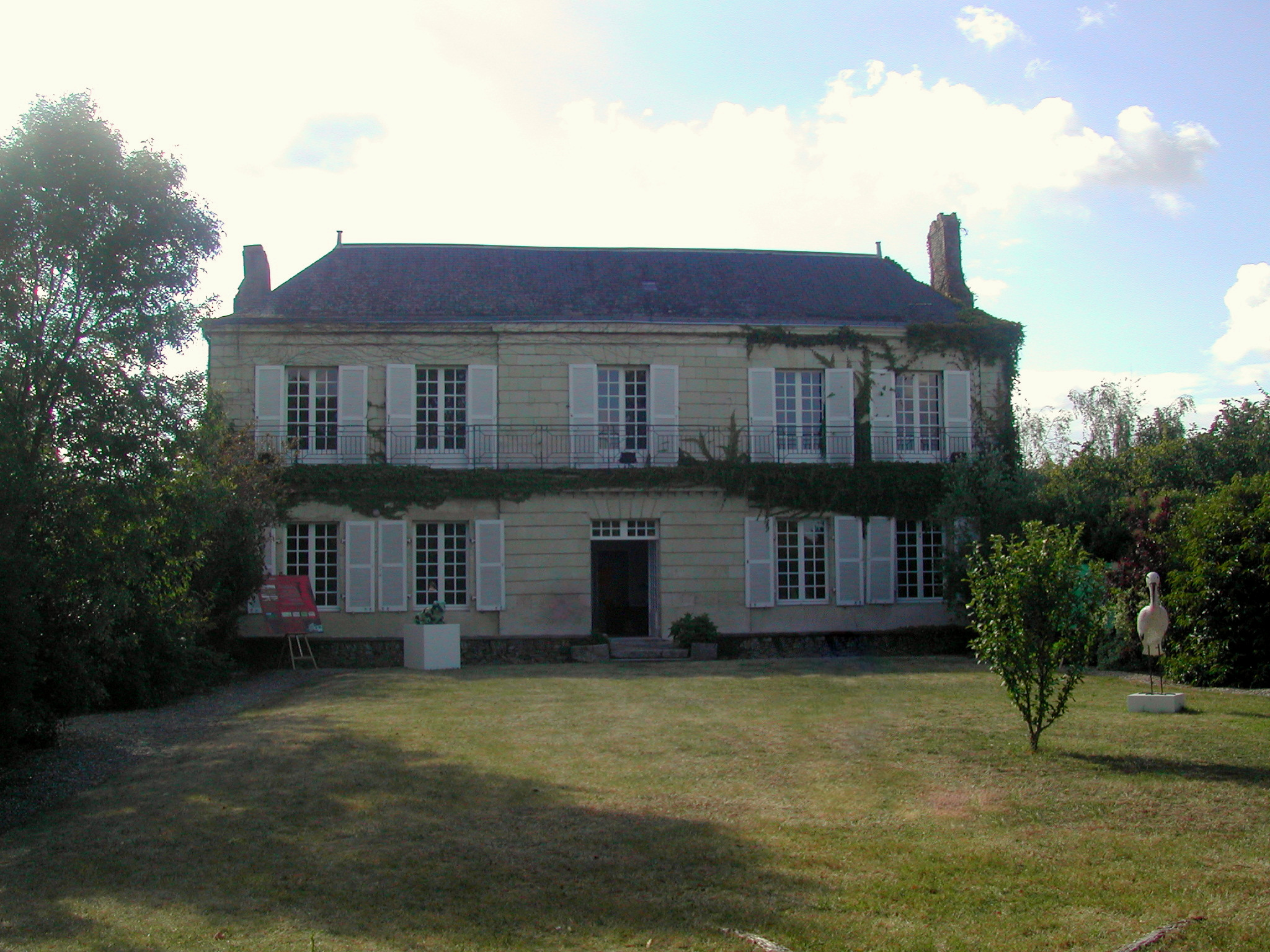
Жербетьер

Во Франции Анна Муане Одюбон, у которой не было своих детей, приняла Жана и Розу и занялась их воспитанием. Семья жила в особняке в Нанте и владела летней резиденцией Жербетьер (La Gerbetière) — двухэтажной виллой в коммуне Куэрон между Нантом и Пэмбёфом. По французским законам того времени незаконнорождённым детям не полагалось наследство, поэтому Одюбоны скрывали обстоятельства их рождения. В 1793—1794 годах пара формально усыновила детей, и Жан Рабен получил документы на имя Жан-Жака Фужера Одюбона (Jean-Jacques Fougère Audubon). Жан-Жак Одюбон очень любил свою приёмную мать, позднее он писал: «Я был для неё всё равно что кровным сыном, а она была мне настоящей матерью» («I was ever to her as a son of her own flesh and blood, and she was to me a true mother»).
Одюбон ходил в школу, а с 1796 года по указанию отца учился в морской академии в Рошфоре, где посещал уроки танцев, фехтования, игры на флейте и виолончели, но получил очень низкие оценки по морским наукам и был исключён в 1800 году; по собственным заметкам, он прекратил посещать морскую академию в 1802 году. Отец разрешил ему заниматься рисованием. Отсутствие образования сказалось позднее, когда Одюбон испытывал трудности при написании текстов своих статей и книги «Орнитологическая биография» (Ornithological Biography).

### Знакомство с Америкой
Летом 1803 года отец отправил 18-летнего Одюбона в Америку, чтобы тот избежал призыва в армию Наполеона, развязавшего войну с Англией и посылавшего войска в Вест-Индию. Жана Одюбона отправили на пенсию в январе 1801 года в возрасте 57 лет. В его владении находился участок Милл-Гроув северо-западнее Филадельфии в штате Пенсильвания. Он купил участок в 1789 году с помощью квакерского адвоката Майерса Фишера (Miers Fisher), чтобы сохранить свои капиталы во время волнений в Сан-Доминго. Отправляясь в Америку, Жан-Жак сменил имя на Джон Джеймс (John James).
По прибытии в Филадельфию Джон Одюбон заболел жёлтой лихорадкой. Капитан корабля, на котором молодой Одюбон прибыл в Америку, и которого Одюбон-старший попросил присматривать за сыном, оставил его в пансионе близ Филадельфии. Им управляли две квакерши, которые вы́ходили Джона Одюбона и научили его квакерскому английскому. Это произношение осталось у него на всю жизнь. Воспитанием молодого художника некоторое время занимался Майерс Фишер. По словам Родса, развлечения Одюбона не соответствовали суровым квакерским стандартам Фишера, который отправил его в Милл-Гроув, как только предоставилась такая возможность. Херрик рассказывал немного другую версию: Фишер планировал женить Одюбона на своей дочери и поселил его в своём доме, последний же, которого не устраивал квакерский образ жизни, сделал всё возможное, чтобы его покинуть. Однако исследователи отмечают, что у Фишера не было дочери подходящего возраста.

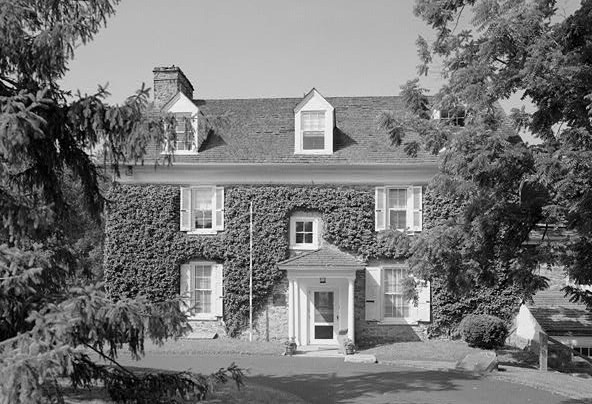
Милл-Гроув

Милл-Гроув расположен на берегу Перкиомен-Крика близ впадения его в реку Скулкилл. Из окон двухэтажного особняка, построенного в 1762 году из местного коричневого и красного камня, можно было рассмотреть протекающий в долине ручей и расположенные вдалеке холмы. Высокий берег ручья испещрён многочисленными пещерами. Западнее основного здания находилась каменная мельница и дом мельника, построенный в 1749 году, неподалёку — действующая лесопилка. Общая площадь участка, купленного Жаном Одюбоном 28 марта 1789 года за 2300 фунтов золотом и серебром, составляла 284,5 акров. Вместе с землёй в собственность перешли все постройки, мебель и инструменты. Сразу после покупки Одюбон сдал Милл-Гроув в аренду бывшему владельцу Джону Августину Превосту (John Augustin Prevost). К моменту приезда Джона Одюбона земли арендовал фермер Уильям Томас (William Thomas), занимавшийся домом, мельницей и лесопилкой.
Территория была богата полезными ископаемыми, в частности, свинцом, медью и цинком, добыча которого время от времени велась на участке. Жан Одюбон потерял большую часть своей собственности во время революций во Франции и на Гаити и возлагал большие надежды на Милл-Гроув. В 1803 году он нанял и отправил в Америку Френсиса Дакосту (Francis Dacosta), чтобы тот проверил сведения о повторной находке свинца. Вопросы владения участком были крайне запутанными: помимо Жана Одюбона и Джона Августина Превоста, на него претендовали Франсис Дакоста и Клод Франсуа Розье (Claude Francois Rozier), старый друг Жана Одюбона, который инвестировал в развитие рудника.
В соседнем богатом имении Фэтленд-Форд незадолго до приезда Джона Одюбона обосновался землевладелец из Англии Уильям Бэйквелл (William Bakewell). Джон Одюбон начал встречаться с его старшей дочерью Люси Бэйквелл и летом 1804 года попросил у отца девушки её руки. Весной 1805 года он отправился во Францию, чтобы получить разрешение на брак у своего отца. В это время семья Жана Одюбона жила на вилле Жербетьер. Джону Одюбону едва исполнилось 20 лет, и отец попросил его оставаться вдали от Нанта, чтобы тот избежал призыва в армию. Во время пребывания во Франции молодой Одюбон познакомился с натуралистом Д’Орбиньи, отцом Альсида Дессалина Д’Орбиньи, они стали хорошими друзьями и вместе наблюдали за птицами. Д’Орбиньи стал наставником Одюбона, а Одюбон — крёстным отцом его второго сына — Гастона Эдуара (Gaston Edouard). Много лет спустя, находясь в 1829 году в Париже, Джон Одюбон узнал, что его друг стал куратором музея в Ла-Рошели, и встретился с крестником.

### Партнёрство с Фердинандом Розье
Пытаясь разрешить финансовые вопросы, связанные с владением Милл-Гроув и месторождением свинца на участке, Жан Одюбон с Клодом Франсуа Розье учредили деловое партнёрство между сыновьями — Джоном Одюбоном и Фердинандом Розье (Ferdinand Rozier), последний часто посещал Милл-Гроув. 23 марта 1806 года молодые люди подписали договор, а потом родители сделали им фальшивые документы, согласно которым Джон Одюбон родился в Новом Орлеане, а Фердинанд Розье — в Голландии. Они отправились в Америку 12 апреля 1806 года; Одюбон никогда больше не видел свою семью.
Одюбон и Розье не могли найти инвесторов для рудника и подозревали, что Дакоста преувеличил его потенциал. Из-за предыдущего конфликта с Дакостой Одюбон предоставил заниматься делами своему партнёру, а сам обратился к наблюдению за птицами, чем увлекался с детства. Розье удалось прийти к соглашению с Дакостой, и в сентябре 1806 года они подписали договор, по которому 113,5 акров земли с месторождением свинца, домом, мельницей и другими постройками отходили Дакосте, а 171 акр оставался у Одюбона. Примерно в то же время Одюбон сообщил клерку окружного суда Пенсильвании, что хочет получить американское гражданство, и в 1812 году стал гражданином США.
В октябре 1806 года Одюбон отправился в Нью-Йорк, чтобы работать в офисе Бенджамина Бэйквелла (Benjamin Bakewell) — дяди Люси, который экспортировал в Европу крупы, кофе, сахар и индиго, ввозил обратно европейские товары и был особенно рад установлению отношений с отцом Розье. Вместе с Джоном Одюбоном у Бенджамина Бэйквелла работали сын Уильяма Бэйквелла и брат Люси Томас Вудхауз Бэйквелл (Thomas Woodhouse Bakewell), племянник жены Б. Бэйквелла Томас Пирс (Thomas Pears), сын Б. Бэйквелла Томас Бэйквелл (Thomas Bakewell). По совету старшего Розье партнёры основали собственное дело и начали вести торговлю. Бенджамин Бэйквелл предоставил им по малой цене товар, с которым они отправились на запад в Луисвилл в Кентукки и в сентябре 1807 года открыли там лавку. Розье и Одюбон отметили удачное расположение города, дружелюбие его жителей, а также большое количество рыбы и птиц, и решили остаться в Луисвилле. Торговле помешала война между Англией и Францией: 22 декабря 1807 года сохранявшее нейтралитет американское правительство во главе с президентом Томасом Джефферсоном подписали эмбарго, полностью закрыв экспорт и введя суровые ограничения на импорт.

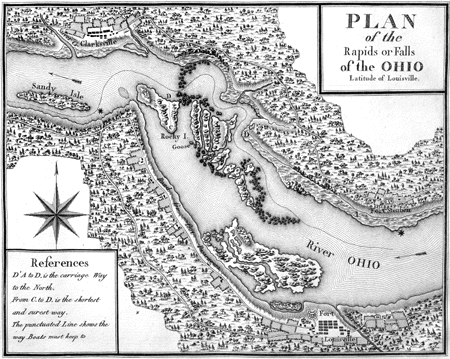
Пороги на реке Огайо, план 1796 года

Весной 1808 года Одюбон, которого мало волновало тяжёлое финансовое положение, вернулся в Пенсильванию, и 8 апреля 1808 года состоялось венчание Джона Одюбона и Люси Бэйквелл. Молодожёны переехали в Луисвилл. Расположенные рядом с городом пороги мешали бизнесу, и несколько семей организовали небольшое поселение Шиппингпорт, чуть ниже по течению реки Огайо, у Одюбонов в нём было много близких друзей. Вспоминая этот период из жизни по другую сторону Аппалачей, Одюбон писал: «Я охотился, я рисовал, я наблюдал за природой и только; мои дни были счастливы сверх всякого разумения, и забот я не знал.» («I shot, I drew, I looked on nature only; my days were happy beyond human conception, and beyond this I really cared not.»)
В мае 1809 года Джон Одюбон отправился в Филадельфию, где совершил несколько коротких поездок, навестил Уильяма Бэйквелла в Фэтленд-Форд и вернулся к рождению сына. Чтобы поправить финансовое положение, по предложению отца Люси весной 1810 года они продали оставшуюся часть Милл-Гроув за 8000 долларов и отправились вместе с Розье дальше на запад по течению реки Огайо. Партнёры остановились в Хендерсоне в Кентукки, где в то время проживало 159 человек. Пытаясь вести торговлю, Джон Одюбон и Фердинанд Розье в декабре 1810 года отправились с партией виски в Миссури и на шесть недель застряли во льдах на территории народа шауни. Одюбон делал зарисовки, наблюдал птиц, общался с местными жителями и ежедневно вёл журнал, в то время как Розье скучал из-за вынужденного простоя. Они легко распродали свой товар в Сент-Женевьев, который Одюбон нашёл маленьким и грязным, а его жителей — необразованными, в то время как Розье решил остаться. В апреле 1811 года они расторгли партнёрский договор, и Розье выплатил Одюбону свою долю наличными и расписками. В своём дневнике Одюбон называл своего партнёра «дельцом» («man of business»). Позднее Розье женился и стал отцом десяти детей, он умер в 1864 году состоятельным человеком. Известно, что в 1842 году Фердинанд Розье, Николас Бертуд (Nicholas Berthoud) из Шиппингпорта и Джон Одюбон встречались в Нью-Йорке.

### Партнёрство с Томасом Вудхаузом Бэйквеллом
Летом и в начале осени 1811 года Одюбоны гостили в Луисвилле. Они планировали посетить Фэтленд-Форд и отца Люси, однако получили сообщение, что младший брат Люси Томас Вудхауз Бэйквелл направляется в Новый Орлеан и по дороге может заехать в Луисвилл с деловым предложением. Участники встречи заключили соглашение о деловом партнёрстве. Согласно описанию Херрика, Бэйквелл забрал у Одюбона все свободные деньги и отправился в Новый Орлеан, чтобы открыть своё дело, прогоревшее из-за начала англо-американской войны.
Одюбон снова открыл небольшой магазин в Хендерсоне, в котором продавал товары из Луисвилла. В январе 1814 года он открыл магазин в Шаунитауне в Иллинойсе, в начале 1817 года — в Винсенсе в Индиане. Несколько лет торговля шла в целом успешно, на вырученные деньги Одюбон стал покупать землю. Одно время в доме Одюбонов было девять столов, в том числе из вишни, тополя, ясеня и грецкого ореха, 12 виндзорских стульев и по меньшей мере три дюжины серебряных ложек; Одюбоны держали тридцать свиней, две коровы с телятами, диких и домашних уток; у Джона было ружьё, охотничье ружьё, двустволка, гладкоствольное ружьё. Известно также, что в период с 1813 по 1819 годы через руки Одюбона в общей сложности прошло девять рабов.

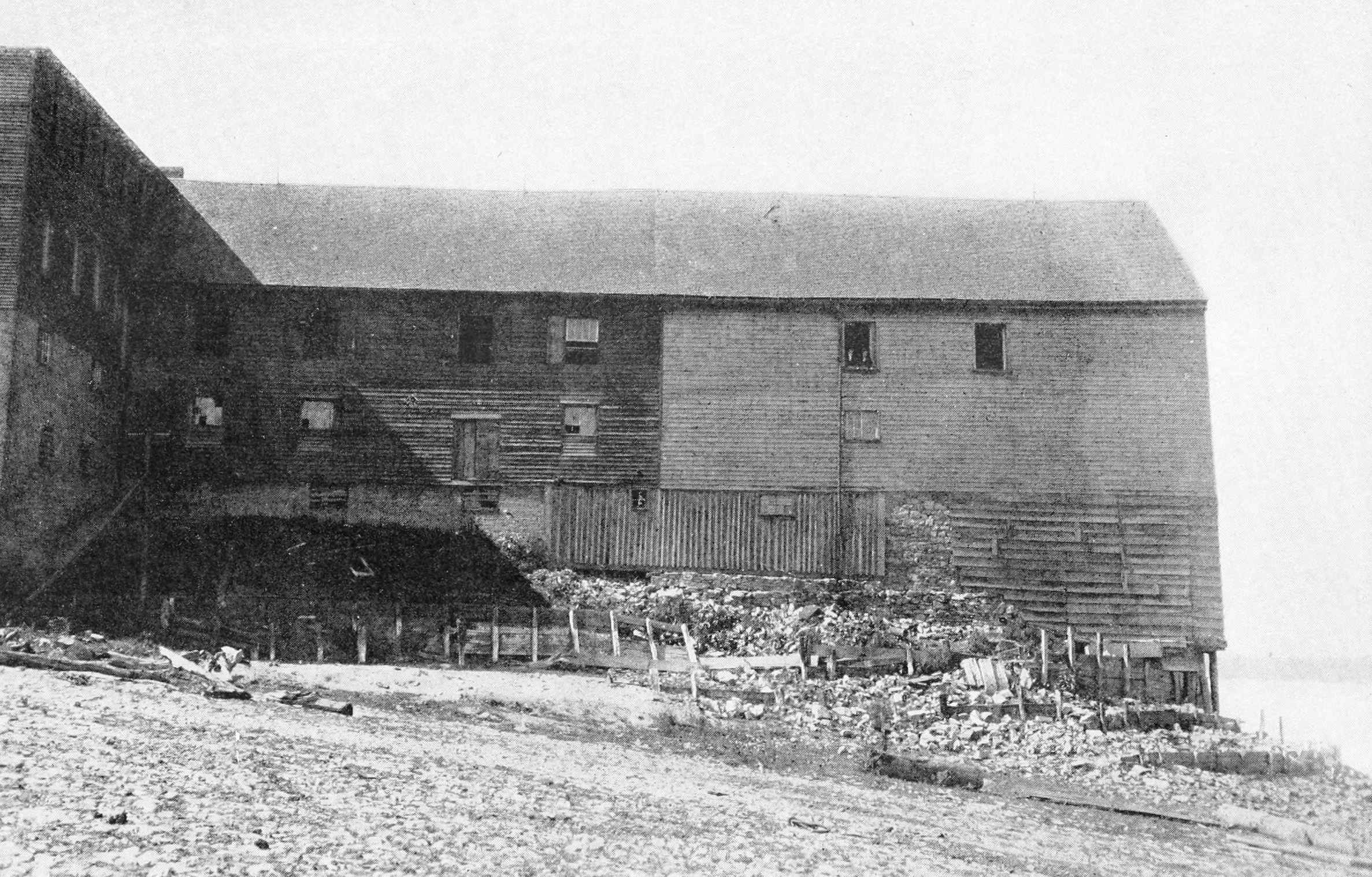
Лесопилка Одюбона в Хендерсоне

В марте 1817 года Джон Одюбон ввязался в ещё одно предприятие с Томасом Вудхаузом Бэйквеллом и Томасом Пирсом, начав строительство лесопилки, которое было закончено к концу года. Вскоре, однако, предприниматели поняли, что в их регионе не так много покупателей: недалеко были обнаружены запасы глины, и на смену деревянным домам пришли кирпичные. Сначала из партнёрства вышли Пирсы, которым не понравился Хендерсон, и продали свою долю Бэйквеллу и Одюбону, а позднее и Томас Вудхауз Бэйквелл, оставивший Одюбона расплачиваться со всеми долгами. Бэйквелл отправился в Питтсбург, а затем в Цинциннати, где преуспел, занимаясь строительством пароходов и оставив след в истории города.
Бэйквелл также втянул Одюбона в постройку и долевое участие в пароходе «Henderson», хотя, по словам Херрика, инициатором строительства был Одюбон. После того как Бэйквелл вышел из партнёрства, на пароход претендовали Одюбон и некий Самуэл Боуэн (Samuel Bowen). Когда Боуэн на пароходе отправился в Новый Орлеан, намереваясь там продать его и расплатиться со своими долгами, Одюбон не смог его догнать. В Новом Орлеане он привлёк Боуэна к суду, однако к тому времени пароход находился вне порта и юрисдикции, и он не получил денег. По возвращении в Хендерсон Одюбон узнал, что Боуэн ему угрожает. Когда в июне 1819 года Боуэн при свидетелях напал на Одюбона, натуралист ранил его, но суд признал в его действиях самооборону.

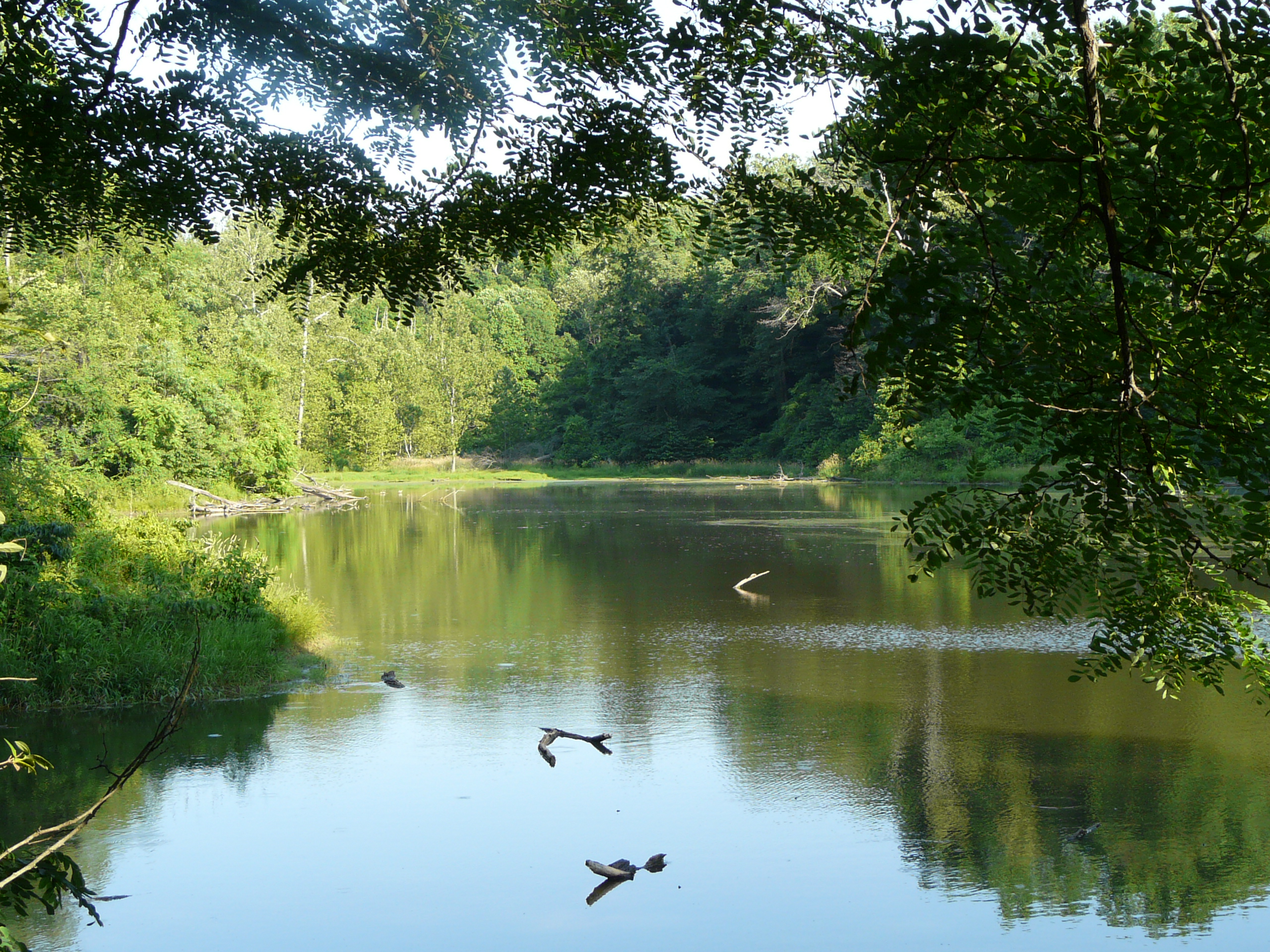
Парк в Хендерсоне, названный в честь Одюбона

Во время паники 1819 года Одюбон потерял все свои магазины. Ему пришлось продать более успешному Николасу Бертуду почти все свои ценности: долю в лесопилке, дом с мебелью, музыкальные инструменты, книги, животных и оставшихся рабов. Для того, чтобы расплатиться с долгами, этого не хватило, Одюбона объявили банкротом и отправили в тюрьму.
После выхода из тюрьмы Одюбон отправился пешком из Хендерсона в Луисвилл: он описывал это как «единственный момент в моей жизни, когда дикие индейки, часто пересекавшие мой путь, и сотни более мелких птиц, оживлявших лес и прерии, казались мне врагами, и я отводил от них глаза, как если бы предпочёл, чтобы они вовсе не существовали». («the only time in my life when the Wild Turkeys that so often crossed my path, and the thousands of lesser birds that enlivened the woods and the praries, all looked like enemies, and I turned my eyes from them, as if I could have wished that they never existed.»)

### Возвращение к рисованию
Пережитый крах стал поворотным в карьере Одюбона, и он вернулся к рисованию. Последующие несколько лет он преподавал рисование, танцы, фехтование и французский. Одюбон подумывал связаться со своей сестрой и приёмной матерью во Франции и, возможно, организовать с ними новое дело. Он просил Томаса Бэйквелла и Николаса Бертуда дать ему работу клерка на пароходе, но, по мнению Родса, те боялись, что он сбежит, оставив на них свои долги и свою семью.

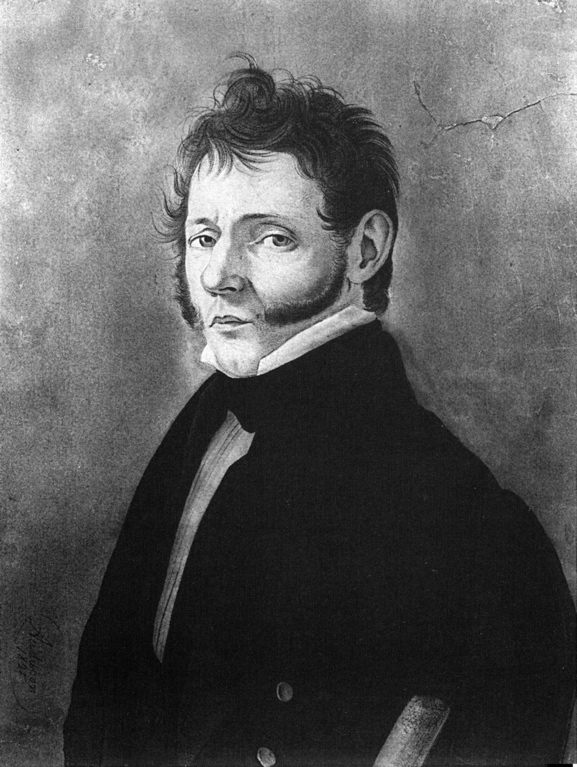
Портрет генерала Божу, Пьер, сделанный Одюбоном в Новом Орлеане в 1821 году

Первое время семья жила в доме родственников в Шиппингпорте. Джон Одюбон нарисовал портреты главы семейства, его жены, его сына — Николаса Бертуда, и возможно, Элизы — жены Николаса, которая приходилась сестрой Люси. Вскорости он стал рисовать портреты на продажу по цене пять долларов, заработав хорошую репутацию благодаря скорости рисования, что позволило семье переехать в съёмное жильё. Часто он по заказу родственников делал портреты недавно умерших. Одюбон редко оставался на одном месте и отсутствовал месяцами, в то время как его жена преподавала в небольшой частной школе.
В конце 1819 года доктор Дэниел Дрейк из медицинского колледжа в Цинциннати в Огайо готовил материалы для нового музея, который хотел сделать похожим на музей Пила в Филадельфии. Дрейк предложил Одюбону зарплату 125 долларов в месяц, и натуралист с семьёй переехал в Цинциннати, где его непосредственным руководителем стал Роберт Бест (Robert Best). Одюбон занимался фауной, а Бест — демонстрационными машинами. На короткое время Джон Одюбон стал таксидермистом, рисовал ландшафты для экспозиций музея и выставлял там свои работы. К апрелю 1820 года коллекция была готова, и хотя Одюбон далеко не сразу получил заработанные деньги (более того, ему выплатили 400 долларов вместо 1200), в его активе оказались несколько рекомендаций, опыт и возможность изучить орнитологические работы, хранящиеся в музее. Когда 9 мая 1820 года Йеллоустонская экспедиция добралась до Цинциннати, Дрейк сделал экскурсию по музею для её участников, среди которых были Тициан Пил и Томас Сэй. 10 июня 1820 года на открытии музея Дрейк отметил, что мигрирующие птицы редко пересекают горы, а значит, работа American Ornithology Александра Вильсона, который совершил только одно путешествие на запад (в 1810 году к Одюбону в Луисвилл), скорее всего неполная.
В октябре 1820 года Одюбон покинул Цинциннати и отправился в орнитологическое путешествие по рекам Огайо и Миссисипи к Новому Орлеану. При себе у него было несколько рекомендаций, включая письмо Уильяма Гаррисона губернатору Арканзаса Джеймсу Миллеру. Ещё одно письмо губернатору написал сам Одюбон, раскрыв в нём свои планы: он указал, что занимается изучением птиц Америки уже 15 лет и у него целая коллекция рисунков птиц в натуральную величину, которую он планирует опубликовать.

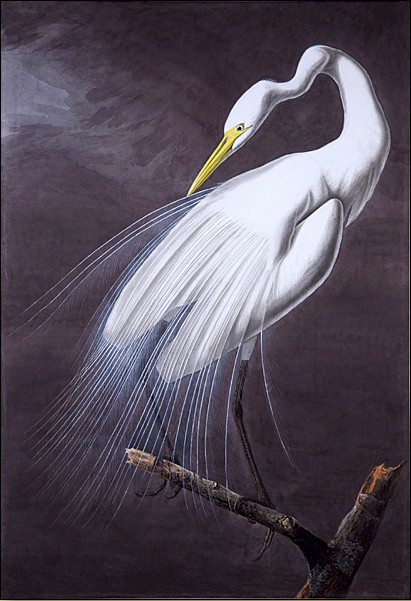
Большая белая цапля, 1821 год

В январе следующего года он достиг Нового Орлеана, где провёл несколько месяцев в поисках подходящей работы и в надежде отправиться вместе с готовящейся экспедицией к Тихому океану. Однако со временем отсутствие финансов вынудило Одюбона покинуть город: в июне 1821 года он отправился в Шиппингпорт. На одном корабле с ним плыла жена преуспевающего плантатора из Луизианы, занимавшегося выращиванием хлопка. К концу путешествия Одюбон был нанят частным учителем для её 17-летней дочери с заработной платой 80 долларов в месяц и с проживанием на плантации Окли (Oakley) недалеко от Сент-Франсисвилла. Согласно договорённости, половину времени Одюбон был свободен для занятий охотой и рисованием.
Одюбон прожил в Окли несколько месяцев, преподавая рисование, музыку, танцы и арифметику. Девушка часто болела и по настоянию молодого доктора, который ревновал её к Одюбону, ей было запрещено рисовать. Занятия почти прекратились, и художник много времени проводил на природе, получив в октябре расчёт. Он вернулся преподавать в Новый Орлеан, а затем в Натчез. В декабре 1821 года к нему наконец присоединилась семья. По словам Херрика, той зимой проблемы с финансами у Одюбонов были настолько велики, что Джон Одюбон перестал вести дневник, так как не мог позволить себе купить для него бумагу. Проехав по южным штатам в надежде заработать на рисовании портретов, он снова вернулся в Новый Орлеан.
Осенью 1823 года Одюбон покинул Луизиану, взяв с собой старшего сына Виктора, которому было четырнадцать лет. Им пришлось остановиться на зиму в Шиппингпорте. Пока Виктор гостил у Николаса Бертуда, Джон рисовал портреты и пейзажи, расписывал речные суда и рисовал дорожные знаки, чтобы накопить денег. В январе 1824 года Люси пригласили в Уэст-Фелисиану с предложением создать частную школу. Она оставалась в Луизиане ещё несколько лет, обучая детей зажиточных плантаторов и своего второго сына. В марте 1824 года Одюбон отправился в Филадельфию, имея при себе только краски, двустволку и аккуратно упакованные рисунки.

### Первая встреча с научным сообществом

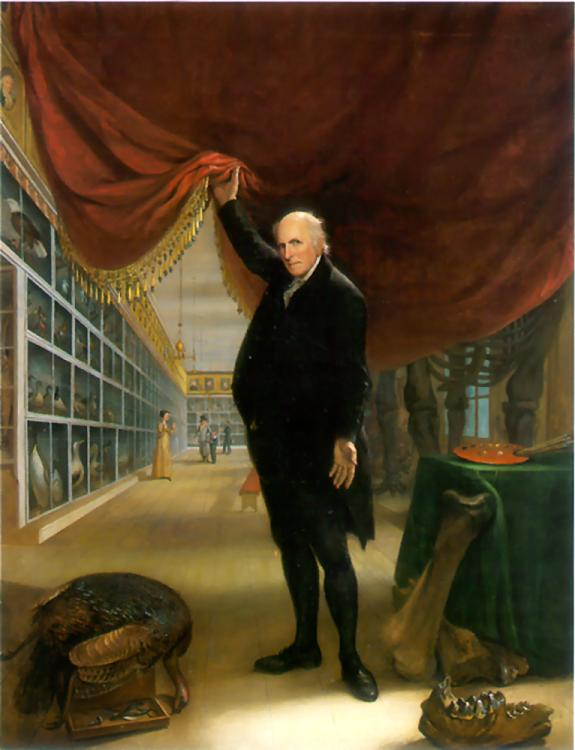
«The Artist in His Museum», автопортрет Пила, 1822 год

Филадельфия в то время была крупным коммерческим, индустриальным и научным центром, которому уступали и Бостон, и Нью-Йорк. В городе располагался «Repository for Natural Curiosities» — собранная Чарльзом Уилсоном Пилом большая коллекция различных предметов природы, с входным билетом ценой 25 центов. Экспозиция включала более 700 чучел птиц, представленных на ветках, камнях или песке, то есть с имитацией их естественной среды обитания. Шкуры птиц в музее не набивали канатом, как это делали раньше, а натягивали на деревянные болванки. Одюбон посещал музей Пила ещё когда жил в Мил-Гроув (к этому времени относятся изображения экзотических золотого фазана (Chrysolophus pictus) и головы шлемоносного казуара (Casuarius casuarius)), после чего стал собирать коллекцию у себя дома.
В Филадельфии Одюбон в первую очередь отправился к доктору Джеймсу Мизу, которому показал свои рисунки. Известный в городе врач предложил Одюбону послушать мнение именитого молодого орнитолога Шарля Люсьена Бонапарта, находившегося в это время в городе. Бонапарт ожидал увидеть стандартные скучные научные работы и был поражён представленными картинами. Проблемы начались, по-видимому, после того как Одюбон указал на несколько ошибок в орнитологических работах покойного Вильсона, научный авторитет которого ранее не оспаривался. Когда после этого Одюбон по приглашению Бонапарта посетил Академию естественных наук в Филадельфии, мнения о его акварелях разделились, общее настроение было не в пользу Одюбона и ему было отказано в принятии. В декабре 1826 года, во время выставки акварелей Одюбона в Эдинбурге, он послал копию первого номера «Птиц Америки» знакомому художнику в Филадельфии Томасу Салли с просьбой переслать его «в этот институт, который посчитал меня недостойным быть его членом» («to that Institution which thought me unworthy to be a member»).
Соперничество между друзьями и почитателями Вильсона и друзьями Одюбона растянулось на долгие годы. Против Одюбона выступил Джордж Орд, который был близким другом Вильсона и продолжил после смерти последнего его работу. Он назвал акварели огромными и переполненными мелкими деталями и обвинил Одюбона в совмещении зоологии и ботаники. Бонапарт не мог открыто встать на сторону Одюбона, так как уже вёл дела с Ордом. В 1824 году Орд планировал второе издание «American Ornithology» Вильсона, и Бонапарт помогал ему с подготовкой, рисунками для него занимался Тициан Пил , а гравёром был Александр Лоусон, который работал ранее над первым изданием. Когда Бонапарт привёл Одюбона к Лоусону, тот повторил возражения Орда, и особенно отметил большие размеры некоторых рисунков. Даже когда Бонапарт предложил купить их, Лоусон отказался работать с иллюстрациями. Соудер писал, что предложение попробовать опубликовать работу в Европе поступило от французского путешественника и художника Шарля Александра Лесюёра. Херрик утверждал, что поездку в Старый Свет предложил некто Фэйрмен (Fairman), с помощью которого Одюбон также познакомился с орнитологом-любителем Эдвардом Харрисом.

Индейка, лист 1

В августе 1824 года Одюбон отправился в Нью-Йорк. По рекомендации Самьюэля Митчилла, с которым Одюбон был знаком с тех пор как работал у Бенджамина Бэйквелла, он был принят в Нью-Йоркскую академию наук. Одюбон опубликовал несколько статей в журнале академии, но чувствовал себя некомфортно в городе, хотя он также не хотел возвращаться в Луизиану. Он посетил Олбани и Ниагарский водопад, некоторое время провёл в Преск-Айле, Питтсбурге, совершил путешествие по Великим озёрам. Несколько недель он наблюдал за миграцией водоплавающих птиц, потом посетил сына в Шиппингпорте и поздней осенью вернулся к жене в Луизиану.
В 1825 и начале 1826 года Джон и Люси занимались обучением детей в Луизиане. Вместе с молодым доктором Натаниэлем Поупом, знакомым Одюбонам по Луисвиллу, и владельцем соседней плантации Августином Буржа (Augustin Bourgeat) они охотились на птиц, аллигаторов и медведей. Молодая жена Поупа писала про Джона Одюбона: «Он был очень общительным и разговорчивым, становясь центром притяжения в любых кругах, в которых вращался». («He was very sociable and communicative, being the center of attraction in every circle in which he mingled.») В это время Одюбон начал переписку с Бонапартом: в сентябре 1825 года Бонапарт прислал ему первый том своей American Ornithology, в котором описание индейки было дано по наблюдениям самого Одюбона. Художник поделился с Бонапартом своими европейскими планами: сначала отправиться в Англию, а если там не получится найти издателя, то через Брюссель в Париж. Бонапарт обещал рекомендательные письма. Именно этой зимой Одюбон подготовил рисунок самца индейки (Meleagris gallopavo) — первую страницу «Птиц Америки» и самую знаменитую работу художника, по мнению Родса. Он покинул США в мае 1826 года.

### Поездка в Европу
21 июля 1826 года Одюбон прибыл в Ливерпуль. В первую очередь он отправился с рекомендательным письмом к богатому британцу Ричарду Ратбону и познакомился со всем семейством, включая Уильяма Ратбона, будущего мэра города. Одюбон посетил Королевский институт в Ливерпуле и показал свои работы, которые хорошо приняли. Выставка продолжалась месяц и первую неделю была бесплатной, после чего Уильям Роскоу уговорил его выставить работы за деньги; Одюбон таким образом заработал 100 фунтов и продал несколько копий своих рисунков в масле.
Проведя некоторое время в Манчестере, Одюбон отправился в Эдинбург, где друзья познакомили его с гравёром Вильямом Лизарсом, который уже занимался публикацией орнитологических работ. Несколько дней Лизарс рассматривал акварели Одюбона, акцентируя внимание на крупных птицах, и после портрета сапсана (Falco peregrinus) принял решение о публикации. Одюбон и Лизарс достигли соглашения в ноябре 1826 года, но за несколько месяцев было готово только десять изображений, качество которых не удовлетворяло Одюбона. Весной 1827 года он отправился в Лондон, где получил сообщение о забастовке работников мастерской Лизарса. В поисках нового гравёра он встретился с Робертом Хэвеллом-старшим (Robert Havell Sr) и его сыном, Робертом Хэвеллом-младшим (Robert Havell Jr). С помощью последнего были созданы четыре тома «Птиц Америки», так как Хэвелл-старший ушёл на пенсию в июне 1828 года.
Будучи на Британских островах, Одюбон мечтал встретиться с Вальтером Скоттом, однако в 1826 году писателя объявили банкротом, у него умерла жена, и он ограничивал свои контакты. Встреча всё-таки состоялась в Эдинбурге в январе 1827 года, после того как в Эдинбургском королевском обществе началась выставка акварелей Одюбона. Вальтер Скотт написал после встречи: «Жаль, что я не видел акварели; однако я слышал столь много о них, что решил не смотреть их» («I wish I had gone to see his drawings; but I had heard so much about them that I resolved not to see them»). Одюбон показал писателю свои картины во время второго визита.
В феврале 1828 года Одюбона приняли в Лондонское Линнеевское общество, он написал несколько статей для научных журналов. Из-за плохого английского Одюбона статьи вызвали массу вопросов, ответы на которые отняли у натуралиста много времени. В мае 1828 года в лондонском журнале была опубликована рецензия английского орнитолога Уильяма Свенсона на первые номера «Птиц Америки». В августе того же года, после того как семья Одюбона ответила отказом на его приглашение переехать к нему в Лондон, он отправился со Свенсоном и его женой на материк. Пока Свенсон проводил исследования в парижском Саду растений, Одюбон занимался поиском подписчиков. Во Франции Одюбон, в частности, встретился с натуралистом бароном Жоржем Кювье и мастером ботанической иллюстрации Пьером-Жозефом Редуте, с которым он обменялся несколькими работами. Одюбон опасался, что может вскрыться информация об обстоятельствах его рождения, и всячески избегал Нанта.

### Орнитологические путешествия
Джон Одюбон вернулся в Америку только весной 1829 года. До встречи с семьёй он провёл шесть месяцев в поисках новых птиц для своей коллекции и объездил территорию от Нью-Йорка до Нью-Джерси и Пенсильвании. Одюбон навестил своих сыновей в Луисвилле: Виктор работал клерком в офисе своего дяди Уильяма Бэйквелла, а Джон гостил у Николаса Бертуда. 17 ноября 1829 года в Сент-Франсисвилле он встретился со своей женой, которая наконец согласилась поехать с ним в Англию. 1 января 1830 года Одюбоны покинули Луизиану, побывали в Новом Орлеане, Нью-Йорке и Вашингтоне, где пообедали с президентом США Эндрю Джексоном (работы Одюбона в это время выставлялись в Конгрессе США, который приобрёл один экземпляр), а потом сели на пароход.
За время его отсутствия Одюбона приняли в Лондонское королевское общество. Вместе с женой он совершил поездку по Британским островам и в октябре 1830 года остановился в Эдинбурге, где приступил к изданию «Орнитологической биографии» (Ornithological Biography) — книги, содержащей текстовые материалы о видах, изображённых в «Птицах Америки». Пятитомник, изданный в 1831—1838 годах, содержит более трёх тысяч страниц. Весной 1831 года Одюбоны посетили Париж, по возвращении в Лондон натуралист начал готовиться к длительной поездке в Америку: для завершения работы ему снова нужны были птицы. Первый том «Птиц Америки» был уже закончен и, оставив публикацию второго тома на Джона Джорджа Чилдрена, Одюбон вместе с женой покинул острова. Чилдрен также наблюдал за работой Хэвелла во время первой поездки Одюбона, в ответ натуралист переслал ему коллекцию из нескольких сотен насекомых. Британские газеты писали: «Если он выживет, он намеревается вернуться в Эдинбург и провести остаток жизни, распоряжаясь своей коллекцией и публикуя продолжение „Орнитологической биографии“» («Should he survive, he intends returning to Edinburgh, and spending the rest of his days in arranging his collection, and publishing a continuation of his „Ornithological Biography“»).

Пестрогрудый лесной певун, иллюстрация 133

В Америке Одюбон планировал посетить Флориду, Мексику и, возможно, Калифорнию, пересечь Скалистые горы и добраться до устья реки Колумбия, однако скорость и дороговизна путешествия по Флориде заставили его отказаться от поездки к тихоокеанскому побережью и ограничиться атлантическим. В октября 1831 года в Чарлстоне он познакомился с Джоном Бахманом, который помимо интереса к орнитологии умел хорошо стрелять. Бахман жил в огромном трёхэтажном особняке, который отец его жены оставил своей семье прежде чем сбежать с любовницей, и мог позволить себе выделить отдельную комнату для таксидермиста. В доме Бахмана жила его невестка, Мария Мартин (Maria Martin), которую Одюбон нанял рисовать детали заднего плана в своих работах. В некоторых историях о Джоне Одюбоне их связывают романтические отношения на расстоянии. В 1831 году, пока Орд находился в Англии, Одюбон был принят в Американскую академию искусств и наук в Бостоне, Академию естественных наук в Филадельфии, а также в Американское философское общество. К этому времени он уже стал знаменитостью по обе стороны Атлантики, и газеты отслеживали его передвижения. Когда весной 1833 года Одюбон отправился на Лабрадор, он взял с собой сына Джона Вудхауза и ещё четверых молодых людей, которые помогали ему отстреливать и собирать птиц. Он планировал наблюдать водоплавающих птиц в брачном наряде. Путешествие в Лабрадор было не очень успешным: удалось нарисовать 23 рисунка и подготовить 73 птицы, не считая коллекцию морских животных и растений. Одюбон особенно отметил найденное гнездо пестрогрудого лесного певуна (Dendroica striata), которое, по его словам, окупило поездку. По возвращении с Лабрадора Одюбон планировал перезимовать у Бахмана, а потом либо остаться в Америке ещё на год, либо вернуться в Англию для работы над вторым томом «Орнитологической биографии». В апреле 1834 года Одюбон с семьёй был вынужден вернуться в Англию.
В 1834 и 1835 году Одюбон снова был в Англии и работал над очередными томами «Птиц Америки» и «Орнитологической биографии». В декабре 1834 года он закончил второй том «Биографии» (620 страниц), а годом позже — третий (654 страницы). Весной 1835 года он готовил третий том «Птиц» (50-й номер) и писал Бахману, что работал так много, что у него развилась диспепсия. К концу 1836 года было готово 70 номеров «Птиц Америки», но Одюбон так и не посетил Скалистые горы и берега Тихого океана. Летом 1836 года Джон Одюбон вместе со своим сыном Джоном отправился в Америку, проехав по Южной Каролине, Флориде, Луизиане и Техасу. Ещё в 1834 году Томас Наттолл и Джон Керк Таунсенд достигли устья реки Колумбия, и если первый, будучи ботаником, даже не брал с собой ружья, то второй собрал обширную коллекцию тушек птиц, которую в 1835 году отправил в Филадельфию. По мнению Одюбона, в ней было около 40 новых видов, однако он долгое время не мог получить разрешение на её просмотр. Он смог изучить коллекцию и даже купить некоторые шкурки лишь в октябре 1836 года. В письме Томасу Брюэру он отметил, что новые птицы войдут в четвёртый том, а общее число птиц достигло 475. Одюбон обнаружил, что американские птицы зачастую отличаются от европейских из того же семейства и представляют собой новые виды. Для доказательства этого факта ему, однако, нужны были анатомические подробности. Зиму 1836—1837 годов он провёл в доме Бахмана, где рисовал полученных птиц. Как и раньше, растения и насекомые на этих работах были оформлены Марией Мартин. Весной 1837 года он отправился по воде в Техас и достиг залива Галвестон, побывав также в Хьюстоне, образованном лишь год назад, и встретившись с президентом республики Техас Сэмом Хьюстоном. К этому времени Одюбон потерял почти все свои зубы и не мог есть грубую пищу, составлявшую основной рацион во время экспедиций; за поездку он похудел на 12 фунтов.
В августе 1837 года Одюбон в последний раз вернулся в Англию. Он наблюдал за публикацией последних томов обоих проектов, а затем выпустил для подписчиков однотомный указатель Synopsis of the Birds of America, который представлял собой попытку натуралиста построить собственную классификацию птиц.

### Миннис-Лэнд
В 1839 году Джон Одюбон с семьёй переехал в Нью-Йорк. В том же году выставлялись несколько сотен его работ, он начал работу над новым изданием «Птиц Америки», с уменьшенными размерами иллюстраций и включавшим орнитологические тексты. Уже в 1840 году автор предлагал подписку на оба издания. Новое издание пользовалось огромным спросом: 3 декабря 1839 года было готово 300 экземпляров первого номера, а 9 января 1841 года — 1475, общее число подписчиков достигло 1198.

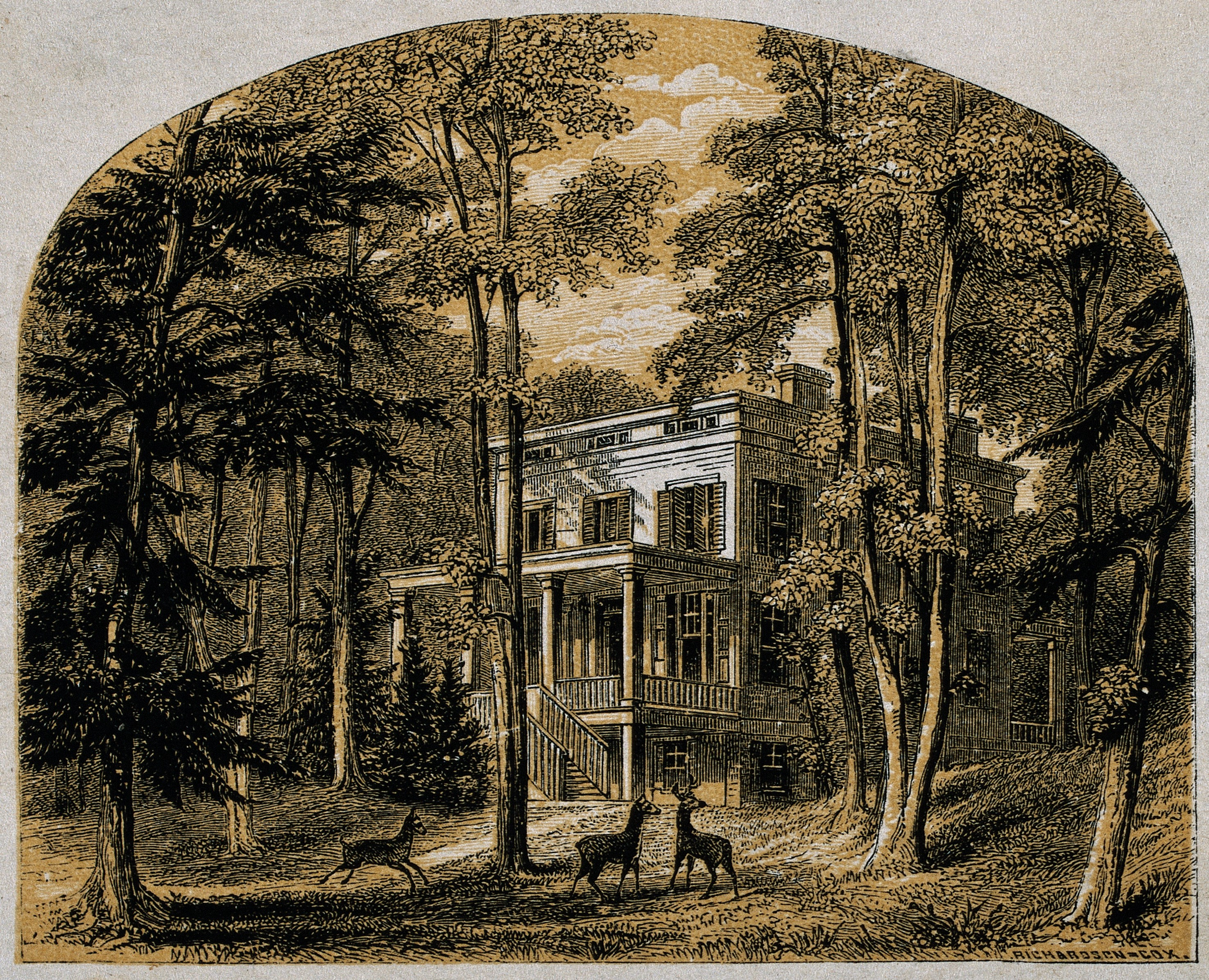
Миннис-Лэнд

Одюбон купил участок земли площадью 30 акров (по другим сведениям, 14 акров) на берегу Гудзона в западной части Манхэттена и построил дом, получивший название Миннис-Лэнд (Minnie’s Land), по имени, которым в детстве называли Люси. Херрик описывал участок как живописное место, в котором рядом с домом росли высокие деревья — дубы, каштаны и хвойные. Одюбон заказал саженцы персиковых деревьев; со временем в разросшемся саду появились персики, абрикосы, яблоки, груши, сливы, нектарины и айва. Дом был записан на Люси Одюбон, так как Джона Одюбона периодически находили кредиторы из Хендерсона. В новый дом семья переселилась в 1842 году.
Совместно с Джоном Бахманом Одюбон начал новый проект — книгу о четвероногих млекопитающих The Viviparous Quadrupeds of North America, о которой они договорились ещё во время первой встречи в 1831 году в Чарлстоне. Одюбон занимался иллюстрациями, а Бахман писал тексты. Комментируя трудности научной работы над изданием, Бахман отмечал, что ранее животные не были хорошо описаны, а чтобы сделать качественный рисунок, нужен свежий экземпляр. Бахман добавлял, что «всякая отличающаяся от прочих белка, кажется, послана самим сатаной, чтобы запутать натуралиста» («the every varying Squirrels seem sent by Satan himself, to puzzle the Naturalists»). К началу совместной работы у Бахмана и Одюбона испортились отношения, и хотя Бахман навещал Одюбонов в Нью-Йорке, Одюбон больше никогда не гостил в Чарлстоне. В 1840—1842 годах он несколько раз ездил на запад вместе с Эдвардом Харрисом в поисках подписчиков, имея при себе не только «Птиц Америки», но и несколько рисунков животных.

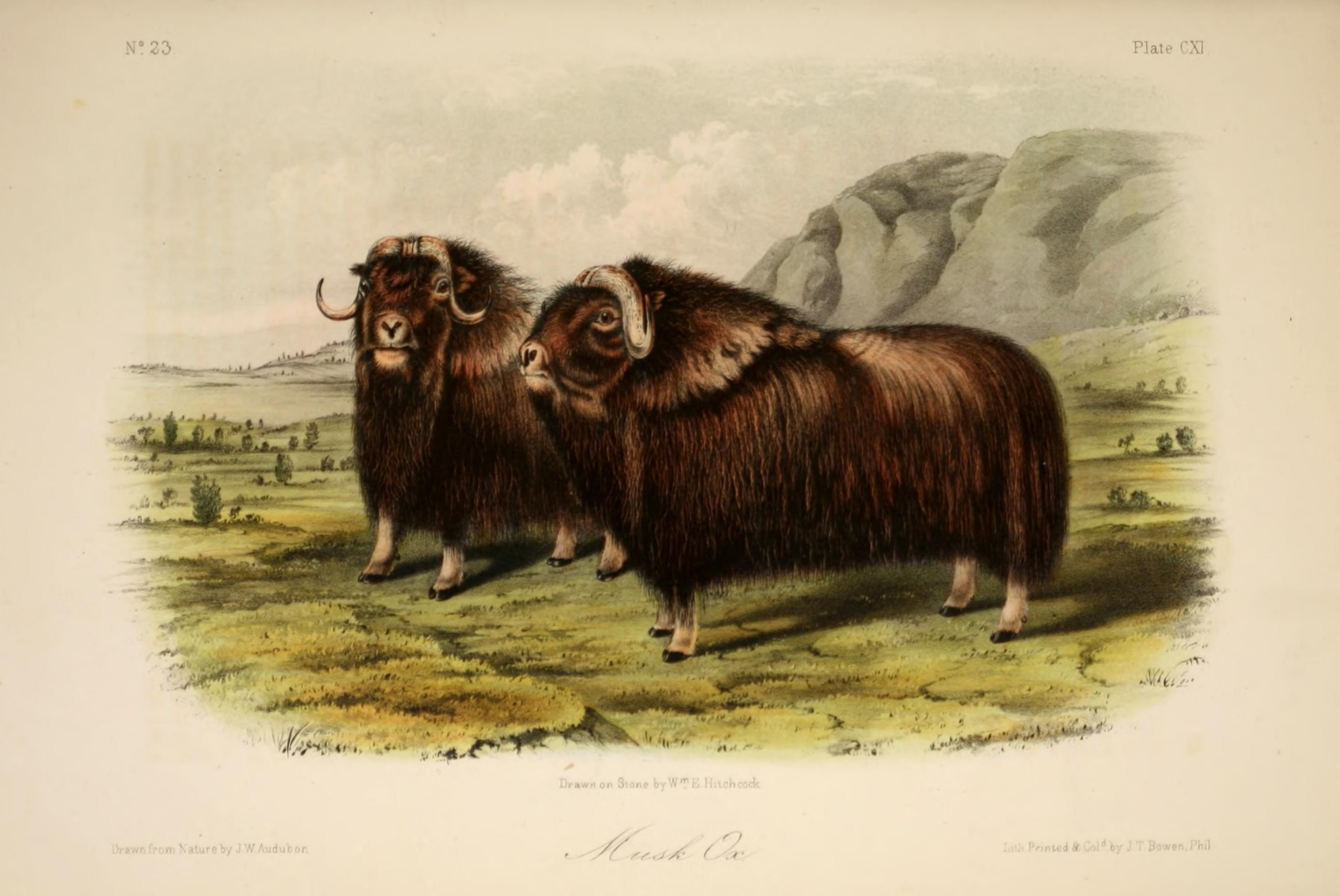
Овцебык, иллюстрация 111

С марта по ноябрь 1843 года Одюбон совершил экспедицию по реке Миссури к Скалистым горам, которая стала суровым испытанием для натуралиста и подорвала его здоровье. Одюбона сопровождали Эдвард Харрис, таксидермист Джон Грэхем Белл (John Graham Bell), художник Исаак Спраг и помощник Льюис Сквайрс (Lewis Squires). Одну из гор в штате Колорадо, в местности, через которую проходило путешествие, впоследствии назвали в честь натуралиста; Одюбон часто жалел, что у него уже нет столько сил и энергии, сколько было в молодости. Он продолжал изучать птиц, в его журнале за 4 мая 1842 года отмечено более 50 различных видов. Экспедиция оказалось неудачной и не принесла ожидаемое число новых видов. В письме Спенсеру Фуллертону Бэрду Одюбон указал, что привёз 15 новых видов птиц и некоторое количество четвероногих.
К середине 1840-х годов основную работу по подготовке Quadrupeds и поиску подписчиков выполняли сыновья Одюбона. Джон Вудхауз занимался иллюстрациями для этого издания; находясь в Европе, он рисовал некоторых животных из музейных коллекций. Примерно половина из 150 иллюстраций Quadrupeds принадлежит Вудхаузу. В 1845 году отношения между Одюбоном и Бахманом испортились ещё больше, Одюбон не предоставлял Бахману шкуры животных из последней коллекции, свои заметки, а также некоторые заказанные Бахманом книги (тот продолжал жить в Чарлстоне). Согласно Херрику, книгу удалось завершить благодаря посредничеству Харриса.
В 1846 году у Одюбона резко испортилось зрение, он ещё мог читать в очках, но не рисовать. Годом позже у него развилась деменция, он потерял интерес к жизни. Весной 1847 года случился сердечный приступ. Сыновья Одюбона скрывали информацию о здоровье отца, так как она могла повлиять на успех Quadrupeds. Они вместе с Бахманом отказались включать в каталог летучих мышей и морских млекопитающих и завершили издание иллюстраций в 1848 году. Джон Одюбон скончался 27 января 1851 года в своём доме в Нью-Йорке. В 1852 году Бахман вместе с сыновьями художника закончил текстовую часть Quadrupeds, а в 1854 году Виктор подготовил издание, совмещавшее тексты и иллюстрации, — Octavo Edition.

## Семья
Джон Одюбон познакомился с семьёй Бэйквеллов в январе 1804 года. За несколько дней до его приезда в Филадельфию англичанин Уильям Бэйквелл купил участок Фэтленд-Форд на холме южнее Милл-Гроув с большим двухэтажным мансионом. Вскоре Джон Одюбон стал встречаться с 17-летней старшей дочерью главы семейства Люси Бэйквелл, к неудовольствию её отца, который полагал свою дочь слишком юной для отношений. Люси была начитана и образованна, занималась музыкой и плаванием. У неё была изящная фигура, серые глаза и «по-английски» курносый нос. Именно Люси Бэйквелл в 1805 году предложила Одюбону сменить имя Фужер на Лафорест, позднее она называла его так в своих письмах. В 18 лет Одюбон был выше своего отца; скорее всего, его рост составлял 5 футов 9 дюймов. Он умел петь и танцевать, играл на флейте и виолончели, был обучен фехтованию, стрельбе, а также рисовал. С живым характером, каштановыми волосами и «французской» горбинкой на носу, он привлекал внимание окружающих. По его собственным словам, Одюбон носил самую дорогую рубашку, какую можно было приобрести в Филадельфии, имел самое дорогое охотничье и рыболовное снаряжение и самую дорогую лошадь, которую мог себе позволить.

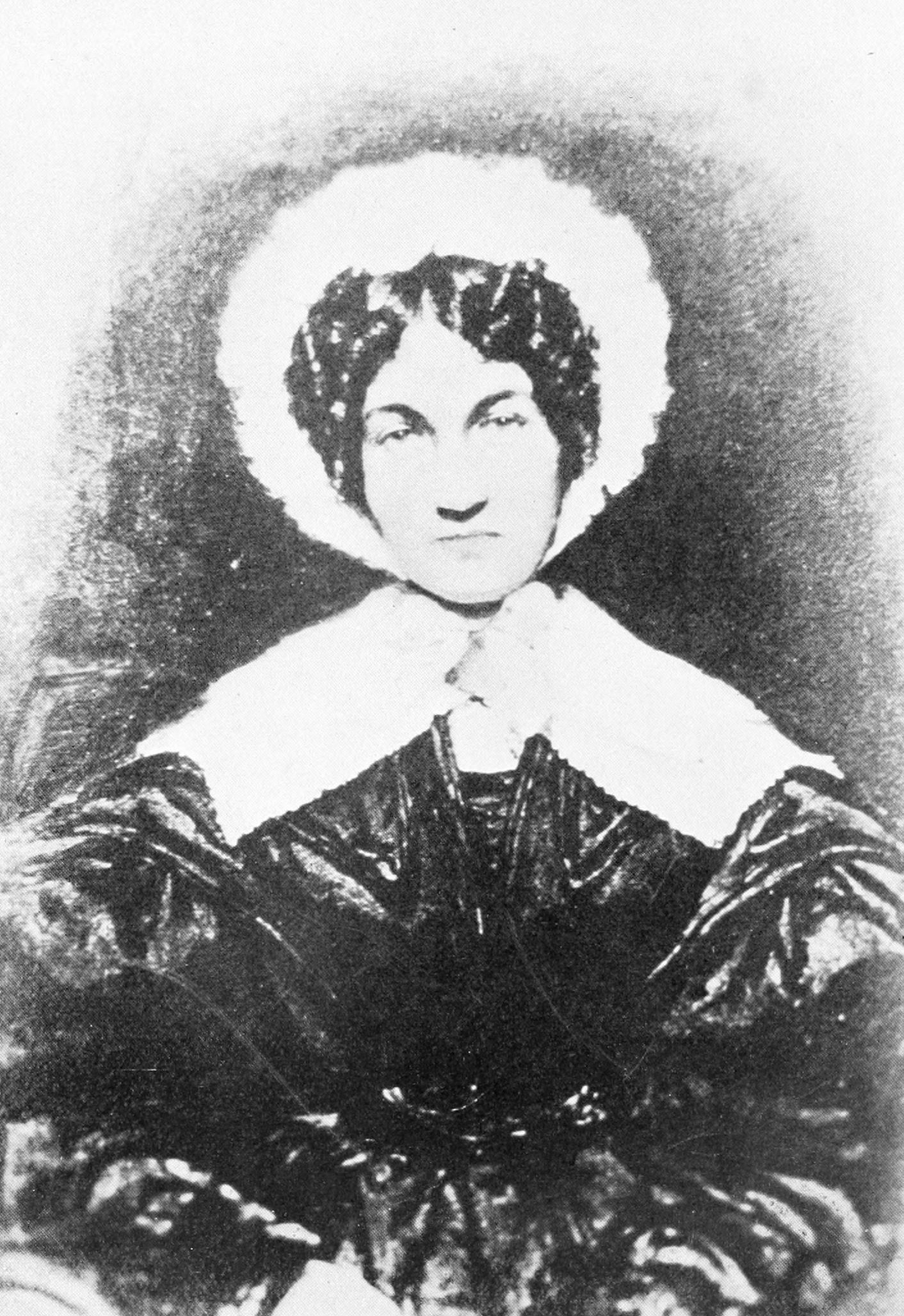
Люси Одюбон, миниатюра 1835 года

Летом 1804 года Джон Одюбон попросил руки Люси Бэйквелл у её отца, который настаивал, чтобы Джон связался со своим отцом. Жан Одюбон решил навести справки о семье невесты и обратился к Френсису Дакосте, который был в непростых отношениях с молодым Одюбоном. Он не получил разрешение на брак, более того, Дакоста, по приказу отца следивший за финансами Джона, существенно урезал его бюджет. Той зимой во время охоты с друзьями Джон Одюбон провалился под лёд Перкиомен-Крика, его пронесло течением подо льдом и вынесло в следующем проломе во льду. Он сильно заболел, и Люси настояла на переезде в Фэтленд-Форд, где могла заботиться о нём и читать ему книги. Весной 1805 года Джон Одюбон отправился во Францию, чтобы получить разрешение отца на брак (деньги на поездку ему одолжил дядя Люси, Бенджамин Бэйквелл), однако вернулся ни с чем. Больше он со своими французскими родственниками не виделся. Во время его пребывания во Франции сестра Джона, Роза, вышла замуж за сына богатого торговца, который владел виллой недалеко от резиденции Одюбонов. Эмбарго Джефферсона, помимо торговых проблем, осложнило доставку корреспонденции, и неизвестно, получил ли в конце концов Джон Одюбон разрешение отца на вступление в брак. Венчание состоялось в апреле 1808 года в Фэтленд-Форд, после чего пара отправилась в Луисвилл.
По словам Родса, Одюбоны были очень популярны в Луисвилле. Когда Джон уезжал по делам, Люси читала книги или отправлялась во владения живущих по соседству матрон, которые относились к ней как к дочери. Схожее отношение было и в Хендерсоне. После их отъезда о нём и его жене ещё долго вспоминали как о хороших пловцах: Люси Одюбон могла переплыть реку, а Джон — проплыть под водой всю длину парохода. Люди вспоминали, что он часто неделями отсутствовал дома, исследуя окрестности. Ходила легенда, что Джон Одюбон три дня преследовал ястреба, пересекая встречающиеся на пути реки, пока не смог подстрелить его.
12 июня 1809 года на свет появился Виктор Гиффорд (Victor Gifford Audubon), в 1812 году Люси родила Джона Вудхауза (John Woodhouse Audubon). В декабре 1814 года (по другим данным в 1815 году) Люси родила дочь, которую в честь бабушки назвали Люси Грин (Lucy Green Audubon). У девочки с рождения были проблемы со здоровьем, ей диагностировали гидроцефалию, и зимой 1817—1818 годов она умерла. В 1819 году родилась дочь Роуз (Rose Audubon), названная так в честь сестры Джона. Девочка умерла в семимесячном возрасте незадолго до отъезда семьи в Цинциннати.
В июне 1817 года Джон написал письмо отцу во Францию: он рассматривал возможность вернуться или предлагал родным продать имущество и переехать в Америку; Жан Одюбон ответил отказом на оба предложения. Он умер внезапно 19 февраля 1818 года. Во Франции дальние родственники Одюбона хотели исключить Джона и его сестру Роуз из наследников как незаконнорождённых детей, однако Жан Одюбон, предвидя проблемы, оставил американскую собственность Анне Муане. Чтобы не компрометировать свою жену и детей, Джон Одюбон перестал общаться с семьёй во Франции. Анна Муане умерла 18 октября 1821 года, однако Одюбон долгое время не знал о её смерти. В 1826 году, находясь в Англии, он планировал навестить её, и лишь встретившись с Альсидом Дессалини Д’Орбиньи, узнал, что она умерла. В любом случае, Джон Одюбон не получил наследство ни отца, ни Анны Муане. Когда в 1835 году Виктор Гиффорд Одюбон посетил Куэрон, он был расстроен, что старое имение находилось в запустении и уже пятнадцать лет в нём никто не жил.

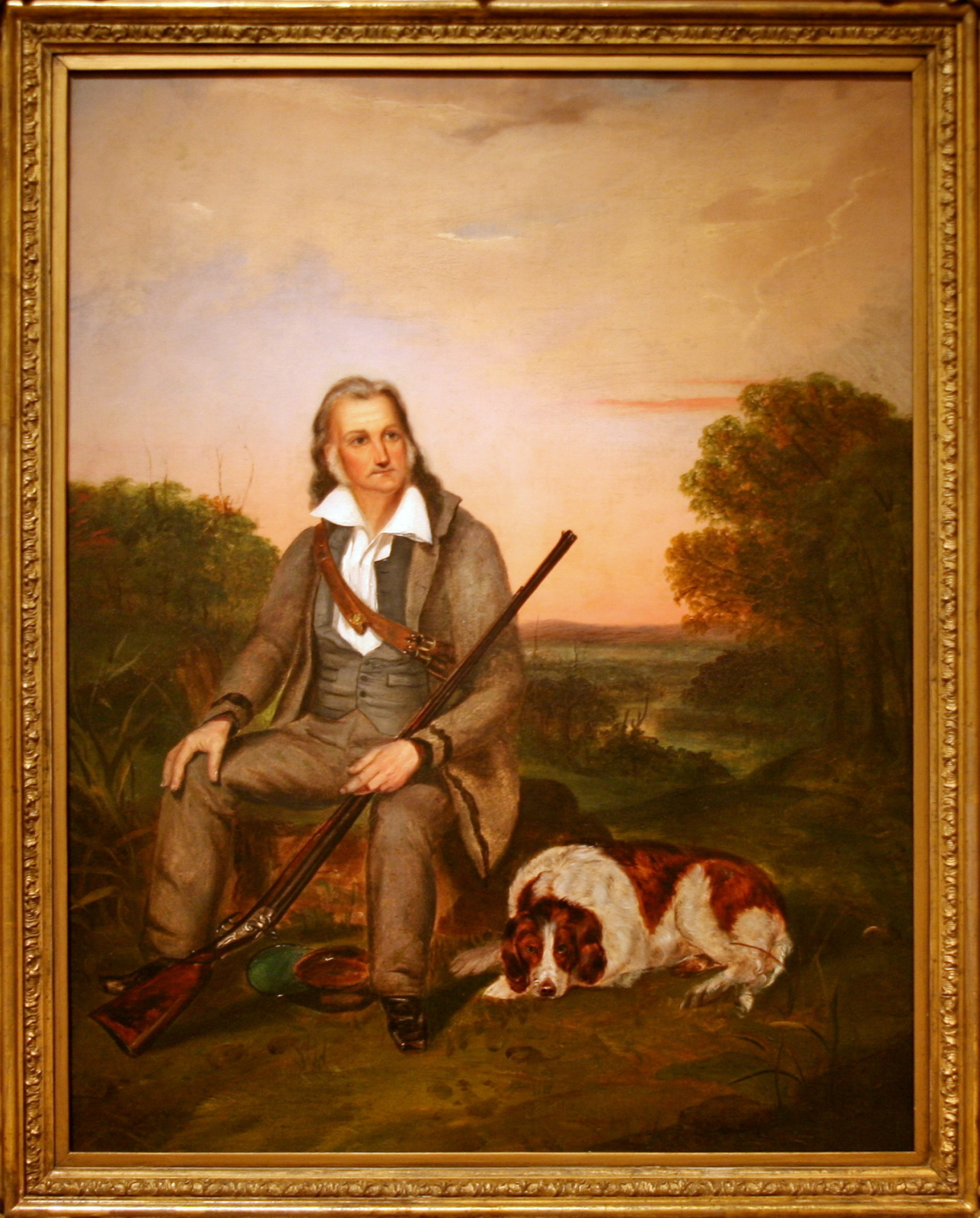
Портрет Джона Джеймса Одюбона, сделанный Джоном Вудхаузом Одюбоном примерно в 1841 году, копия неизвестного автора

Когда в 1824 году Одюбон готовился ко встрече с влиятельными жителями Филадельфии, он хотел выглядеть как натуралист, поэтому оставил длинные волосы и не застёгивал пуговицы на воротнике рубашки. В Британии Одюбон продолжал использовать этот образ: длинноволосый, с ружьём, он называл себя «American Woodsman» и особенно отмечал свою связь с Америкой. Такой образ Одюбона очень нравился ему самому. Поздние портреты Одюбона также запечатлели натуралиста на природе с длинными волосами и ружьём.
Одюбон отправился в Европу в 1826 году, оставив в Америке жену с детьми: Люси продолжала давать уроки в частной школе в Луизиане, Джон Вудхауз жил с матерью, а Виктор — у друзей в Кентукки. Из писем Одюбона того периода следует, что он не считал свой брак счастливым и жаловался на то, что ведёт жизнь одиночки, находясь в браке: «без моей жены и моих детей, я лишён привилегий, которыми обладает каждый отец в мире» («without my Wife and my Children, I am denied the privilege of every Father in the World»). Люси при этом писала, что Джону нужна не жена, а доверенный деловой партнёр, и отказывалась ехать в Европу. Одюбон посчитал, что издание книги потребует 16 лет, а значит Люси в любом случае присоединится к нему, что и произошло в 1830 году.
Джон Вудхауз унаследовал талант отца и помогал ему в путешествиях, в то время как Виктор Гиффорд скорее выполнял обязанности секретаря. Ещё в конце 1826 года Джон Одюбон просил своего 13-летнего сына Джона Вудхауза заниматься музыкой и рисованием, говоря, что тот должен рисовать так же хорошо, как его отец. В августе 1828 года Одюбон писал, что ему нужно больше птиц для коллекции, и обещал платить сыну за рисунки и шкурки птиц. Старший сын художника рисовал заметно хуже. Он был недоволен отъездом отца в Европу и к августу 1828 года отправил ему только три письма. Когда семья ненадолго объединилась в Бостоне летом 1832 года, Джон Одюбон решил отправить Виктора в Англию, чтобы наблюдать за работой в мастерской, а Джона Вудхауза взять с собой в орнитологические экспедиции. Джон Одюбон писал, что номера, сделанные Робертом Хэвеллом и Виктором Гиффордом, лучшие среди тех, которые он видел.
Сыновья Одюбона женились на дочерях Бахмана, с которым Одюбон познакомился в Чарлстоне. Зимой 1833—1834 годов, когда Одюбон с женой и младшим сыном гостили в доме последнего, возникли отношения между Джоном Вудхаузом и старшей дочерью Бахмана — Марией Ребеккой (Maria Rebecca). Летом 1837 года состоялась их свадьба, медовый месяц молодая пара провела у Ниагарского водопада, чтобы затем вместе с Джоном Одюбоном отправиться в Лондон. Виктор Гиффорд Одюбон в начале 1839 года женился на второй дочери Джона Бахмана — Мари Элизе (Mary Eliza). Обе девушки рано умерли от туберкулёза: 23 сентября 1840 года (по другим данным, 15 сентября) скончалась жена Джона Вудхауза, а 25 мая 1841 года — Виктора Гиффорда.
Сыновья Одюбона в последующем женились повторно. 2 октября 1841 года Джон Вудхауз женился на Каролине Холл (Caroline Hall). В их браке было семеро детей, ещё двое детей у Джона Вудхауза осталось от первого брака. Виктор Гиффорд был бездетным вдовцом до 2 марта 1843 года — в этот день он женился на англичанке Джорджиане Ричардс Маллори (Georgiana Richards Mallory), в браке родилось 6 детей. В 1856 году Виктор Гиффорд Одюбон повредил спину и с 1857 года был прикован к постели; он скончался 18 августа 1860 года. После неудачной попытки второго американского издания «Птиц Америки» — Bien Edition — пошатнулось здоровье и у Джона Вудхауза Одюбона; он умер 18 февраля 1862 года.
После смерти Джона Люси Одюбон испытывала финансовые трудности. Она продала сначала Миннис-Лэнд, а в 1863 году за четыре тысячи долларов — оригиналы картин, с которых были подготовлены медные пластины для печати «Птиц Америки». В 1857 году Люси Одюбон вернулась к преподаванию. Её учениками были её внуки и соседские дети, среди которых Джордж Гриннел — основатель первого Одюбоновского общества. Люси жила у одной из своих внучек и умерла в Луисвилле в 1874 году.

## Птицы Америки
В 1820 году, выйдя из тюрьмы, в которую он попал за долги, Одюбон принял решение опубликовать свои рисунки птиц и начал собирать материал. 12 октября 1820 года он написал в дневнике: «Без денег, мои таланты будут мне поддержкой, а мой энтузиазм — проводником через трудности, и я готов прилагать усилия, чтобы сохранять одно и преодолевать другое» («Without any money my talents are to be my support and my enthusiasm my guide in my difficulties, the whole of which I am ready to exert to keep, and to surmount»). Предпринятые в 1824 году попытки опубликовать работу в Филадельфии провалились, и Одюбону пришлось отправиться в Лондон, чтобы найти гравёра, который бы согласился работать над изданием «Птиц Америки». После начала работы он несколько раз возвращался в Америку для пополнения своей коллекции. Ещё в октябре 1820 года Одюбон отправился в путешествие вниз по рекам Огайо и Миссисипи, исследовал побережье Луизианы. В 1829—1830 году он побывал в Нью-Джерси и Пенсильвании, в 1831 году — во Флорида-Кис, в 1833 — на полуострове Лабрадор, а в 1837 году посетил Техас.

Американский журавль, иллюстрация 226

Публикация альбома иллюстраций продолжалась с 1826 до 1839 года. Книга состоит из 87 номеров по 5 изображений в каждом, которые продавались по подписке. Она включает 489 различных видов птиц. На рисунках большого размера («double elephant folio», 1003 × 673 мм) обычно изображены птицы одного вида в натуральную величину в естественной среде обитания. Они охотятся, кормятся, ухаживают друг за другом либо за птенцами; на некоторых изображениях охотники изображены вместе с жертвами, а иногда птицы одного вида борются друг с другом за выживание. В общей сложности на картинах изображено 1065 птиц. Чтобы не предоставлять положенную по закону копию в британские библиотеки, Одюбон не стал печатать в альбоме никакого текста, даже содержания. Параллельно он выпустил книгу с сопровождающим текстом — «Орнитологическая биография» (1831—1838). В 1839 году для подписчиков вышел однотомный указатель Synopsis of the Birds of America.
Хотя на титульном листе отмечено только одно имя, у Одюбона было множество помощников. Ещё в начале 1820-х он путешествовал со своим учеником Джозефом Мейсоном (Joseph Mason), который дорисовывал в работах детали ландшафта. В более поздних путешествиях его сопровождал художник Джордж Леман (George Lehman), либо младший сын Джон Вудхауз, который также помогал с рисованием. Джозеф Бартоломью Кидд (Joseph Bartholomew Kidd) в 1831—1833 годы подготовил по меньшей мере 94 иллюстрации, но они не были подписаны. На многих изображениях растения и насекомые на заднем плане были нарисованы Марией Мартин Бахман. Так как английский не был родным языком Одюбона, он испытывал трудности в подготовке материалов для «Орнитологической биографии». Для проверки орфографии и некоторых деталей к этой работе был привлечён молодой натуралист Уильям Макгилливрей, вычиткой также занималась Люси Одюбон.

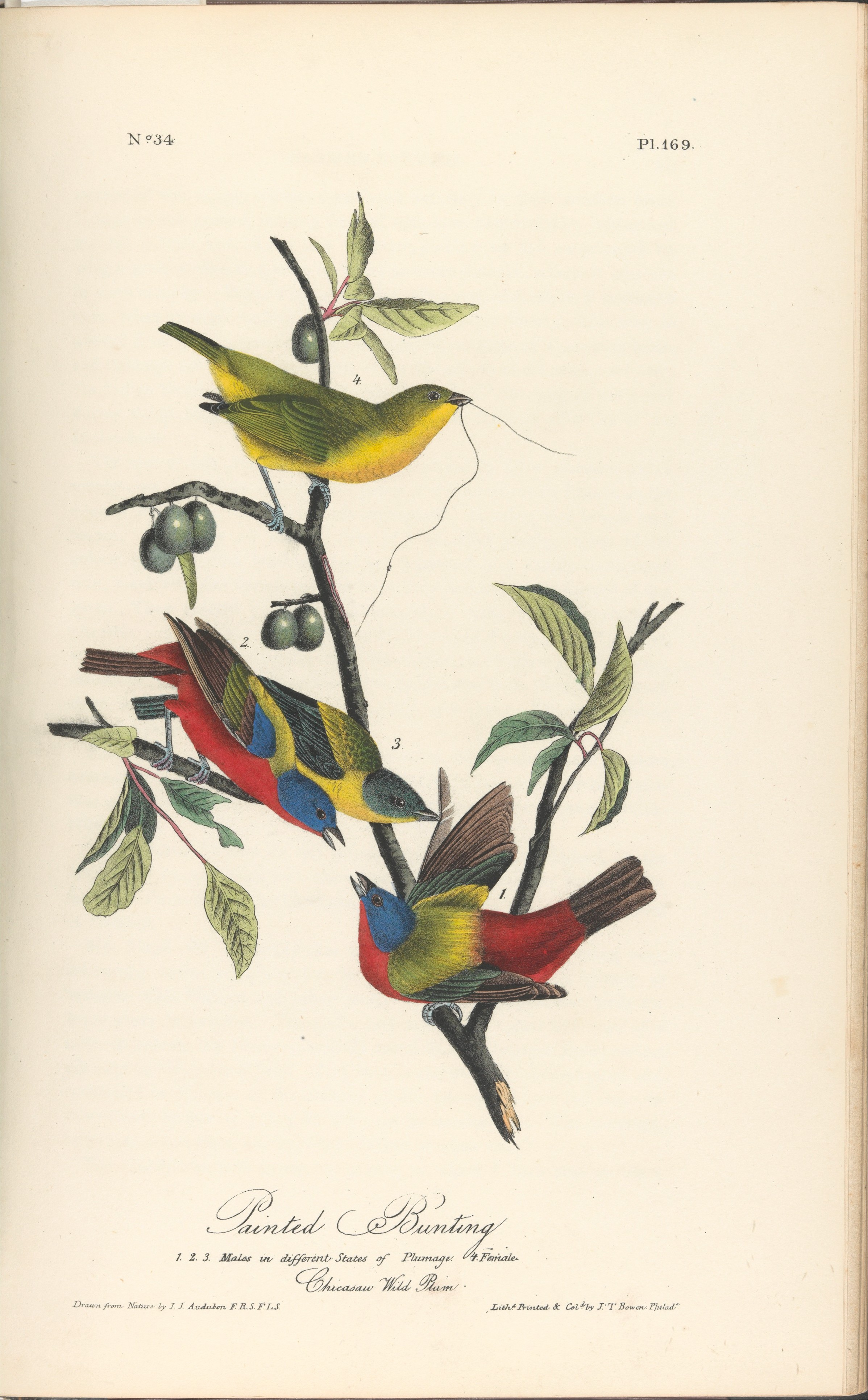
Расписной овсянковый кардинал, Octavo Edition

Одюбон мечтал издать «Птиц Америки» в самой Америке. В 1840—1844 годы на основе своих акварелей он выпустил расширенную версию меньших размеров. Она стоила примерно в десять раз дешевле оригинала и также продавалась по подписке. Литографией и раскрашиванием вручную занимался Боуэн (J. T. Bowen) — известный мастер из Филадельфии, собрание в семи томах получило название Octavo Edition. Помимо оригинальных литографий эта работа содержит несколько новых видов птиц. Новая версия имела другую структуру, птицы в ней были расположены в таксономическом порядке, представленном в синопсисе, текст из «Орнитологической биографии» располагался рядом. Меньшие размеры позволяли быстрее готовить книгу к продаже. Уже в 1840 году Одюбон предлагал подписку на «Птиц Америки» в двух форматах.
В конце 1850-х годов Джон Вудхауз обратился в фирму Roe Lockwood & Son, чтобы полностью продублировать оригинальное издание; представители фирмы наняли Джулиуса Бьена (Julius Bien) для создания литографий с оригинальных гравюр. Работа также осуществлялась по подписке, но в другом формате: две крупные птицы, две средние, и шесть мелких, расположенных по две на листе. Таким образом, планировалось 44 номера по семь страниц в каждом, выпуск был прекращён после 15 номеров. Проект не принёс денег сыновьям Одюбона; чтобы покрыть расходы, Люси была вынуждена продать оригинальные медные пластины в нью-йоркскую фирму. Многие из них впоследствии были переплавлены, и лишь некоторые удалось сохранить.
«Птицы Америки» ― одно из наиболее почитаемых и высоко оцениваемых произведений американского искусства. Со временем цены на работу значительно выросли. В 1955 году полное оригинальное издание стоило 25 тысяч долларов, в 1969 году — 216, в 1992 году — 4,1 млн, в 2000 году — 8,8 млн, став самой дорогой печатной книгой того времени (она опередила «Кентерберийские рассказы» Джефри Чосера, которая была продана в 1998 году за 7,5 млн). В 2003 году экземпляр книги был продан за 5,6 млн, а в 2010 году — за 11,5 млн долларов.

## Орнитологические войны

### Встреча с Вильсоном

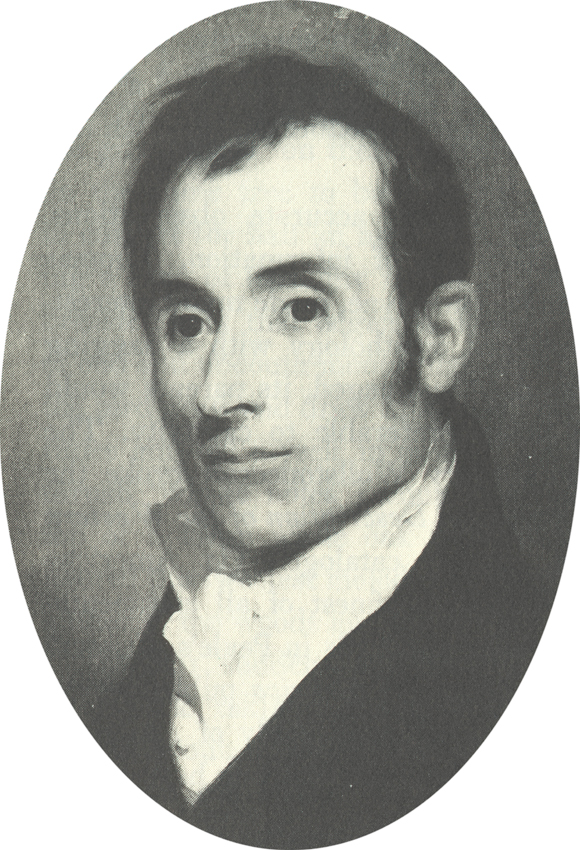
Александр Вильсон, рисунок 1809—1813 годов

19 марта 1810 года Александр Вильсон посетил Одюбона в Шиппингпорте и предложил ему подписку на «American Ornithology». Ещё в 1804 году он загорелся идеей собрать и изучить все виды птиц Северной Америки. Гравёр Александр Лоусон поначалу отказался работать с натуралистом из-за большой стоимости проекта, однако Вильсон нашёл инвесторов. 10 томов продавались по цене 120 долларов, которую заказчики могли платить частями при получении каждого тома. Биографам не удалось отследить, какие именно контакты привели Вильсона к Одюбону. Несколько подписчиков для «American Ornithology» нашёл Майерс Фишер, советник Жана Одюбона. В поисках заказчиков натуралист посетил Питтсбург и встретился там с Бенджамином Бэйквеллом, который мог рассказать Вильсону о муже своей племянницы, также увлекающемся птицами.
Во время этой встречи Вильсон познакомился с работами Одюбона. В своём дневнике он написал: «Изучил работы мистера [Одюбона], очень хорошие. Увидел у него две новых птицы, обе Motacillae»(«Examined Mr. [Audubon]'s drawings in crayons, very good. Saw two new birds he had, both Motacillae»). Однако когда учёный предложил подписку, присутствующий при встрече Розье заметил Одюбону по-французски, что ему она вряд ли нужна, так как Одюбон знает о птицах не меньше, а его рисунки заметно лучше, чем рисунки Вильсона. Возможно, основной причиной отказа было финансовое состояние Одюбона. Чтобы смягчить впечатление от встречи, Одюбон пригласил своего гостя на охоту. Им удалось обнаружить новую птицу — малую вильсонию (Cardellina pusilla), которая в английском языке носит имя Вильсона. Они также повстречали журавлей. Одюбон объяснял Вильсону, прежде никогда не видевшему этих птиц в дикой природе, что белые птицы — взрослые особи, а серые — молодые. В действительности же белые птицы были американскими журавлями (Grus americana), а серые — канадскими (Grus canadensis). Родс заметил, что несмотря на эту неточность, «Вильсон и Одюбон знали больше об американских птицах, чем любой другой натуралист того времени» («Wilson and Audubon knew more about American birds than any other naturalists of their day»).
Учёные договорились обмениваться письмами, Вильсон подарил Одюбону удобный перечень птиц, подготовленный для рекламы «American ornithology», а Одюбон — разрешение использовать его рисунки. Вильсон, однако, ответил, что должен сделать эту работу сам. Именно эту встречу многие биографы Одюбона считают основополагающей в дальнейшей судьбе Одюбона. Возможно, ещё одна встреча натуралистов состоялась в Филадельфии в 1811 году.

### Противостояние
Книга American Ornithology Вильсона стала первой крупной научной публикацией, напечатанной в Америке об Америке. Когда натуралист внезапно скончался в 1813 году, он закончил семь томов и работал над восьмым. Завершал публикацию Джордж Орд, который всецело поддерживал Вильсона. Именно он в 1824 году препятствовал попыткам Одюбона влиться в научное сообщество Филадельфии и найти издателя для своей книги. По дороге через Атлантику в 1826 году Одюбон наблюдал новую птицу: «Вперёдсмотрящий назвал её Mure!! Линней никогда не описывал эту птицу. Также как и я, и любой мой предшественник — и даже очень знаменитый и выдающийся мистер Джордж Орд из Филадельфии…» («The first mate called it a Mure!! Linnaeus never described this bird. Neither have I, not any of my predecessors — not even the very highly celebrated and most conspicuous Mr. George Ord of the city of Philadelphia…»).
Противостояние, которое Ноблс назвал «орнитологическими войнами» («ornithological wars»), продолжалось по обе стороны Атлантики, в конфликт было вовлечено много людей. В Британии к Орду присоединился натуралист Чарльз Уотертон. Они познакомились в США в 1824 году и стали близкими друзьями, имеющими одного общего противника — Джона Одюбона. Одюбон сообщал, что Уотертон нанёс ему визит (впрочем, не застав его дома) ещё в ноябре 1826 года. Херрик полагал, что Уотертон получил письмо от Орда с просьбой присмотреть за Одюбоном. В 1833—1834 годы Уотертон опубликовал не менее 14 статей, высмеивающих американца, и назвал его новым Мюнхаузеном.
Помимо самого Одюбона, Орд и Уотертон критиковали всех предполагаемых друзей последнего, в частности, Ричарда Харлана, Томаса Наттолла и Уильяма Свенсона. Свенсон, который и до встречи с Одюбоном много путешествовал по миру, в 1841 году, спасаясь от бесконечных нападок, отправился в Новую Зеландию, где прожил до самой смерти в 1855 году. Ещё одного союзника Одюбон нашёл в лице Джона Бахмана. Сам же он основным своим конкурентом видел только Александра Вильсона. В предисловии ко второму тому «Орнитологической биографии» он ссылался на одного натуралиста, который писал, что после Вильсона в стране не может быть найдено ни одной новой птицы, и кропотливо вёл счёт своим птицам. Он регулярно указывал, какие из птиц не были включены в каталог Вильсона; в частности, 17 февраля 1821 года он отправил письмо жене, в которое включил список из 20 птиц с берегов Миссисипи, указав напротив восьми из них, что они не были описаны Вильсоном. По оценкам Херрика, данным в начале XX века, общее число видов в томах American Ornithology, подготовленных Вильсоном, достигает 278, в законченной Ордом энциклопедии — 320, второе издание, подготовленное Бонапартом в 1825—1833 годы, содержит описание 382 видов птиц. Octavo edition «Птиц Америки» Одюбона содержит 507 видов, из них 385 добыл сам Одюбон, а остальные были присланы ему помощниками, либо найдены в музеях.
Отказавшись от подписки, Одюбон долгое время был вынужден изучать American Ornithology урывками. Приехав в Новый Орлеан, он искал девятый том, подготовленный Ордом, чтобы подтвердить, что подстреленная им крачка является новым видом. Имевшегося у него в наличии издания «Системы природы» было недостаточно. Вместе с тем, в музее Одюбона в Хендерсоне хранится принадлежавшая Одюбону подписанная копия American Ornithology Вильсона, а в библиотеке Хантингтона — неподписанная, а в коллекции Орда была «Орнитологическая биография» Одюбона. Лишь в 1852 году, уже после смерти Одюбона, Орд написал в письме Уотертону, что Одюбон «заслужил почести за свои трудолюбие и усердие. В доказательство этому — elephant folio» («fairly entitled to the merit of perseverance and industry. The elephant folio is a proof of that»).

### Сравнение с Вильсоном
«Отец американской орнитологии» Александр Вильсон задал стандарт изображения птиц Америки. Все последующие работы, а в особенности работы Одюбона, сравниваются с рисунками Вильсона. Это критическое сравнение начали ещё сторонники и друзья Вильсона в Филадельфии: когда Одюбон демонстрировал там свои работы, они отмечали отсутствие орнитологической точности в иллюстрациях Одюбона. Одюбон также постоянно искал ошибки в работе Вильсона. Он отмечал любые небольшие неточности, в частности, не отмеченные различия между самцом и самкой или между взрослой и молодой птицей. Одюбон подозревал, что для некоторых своих зарисовок Вильсон использовал тушки птиц из музея Пила в Филадельфии. Единственное путешествие Вильсона вглубь континента было для встречи с самим Одюбоном, поэтому учёный не мог сам наблюдать многих птиц. Однако сам художник тоже временами пользовался несвежими тушками. Одюбон считал, что ошибки Вильсона связаны с его методом рисования: тот почти никогда не использовал свежеубитых птиц. Встретив одного из лесных певунов, Одюбон писал, что у изображения Вильсона клюв заметно крупнее и на одну восьмую дюйма длиннее, а вокруг глаза нарисован белый контур, которого нет у настоящей птицы.
Среди прочих сравнивают изображения опоясанного пегого зимородка (Megaceryle alcyon). У обоих авторов на рисунках изображена самка. У Вильсона зимородок нарисован в профиль и доминирует размерами над другими птицами на изображении, красноватый пояс прорисован сильнее, чем он выделяется у настоящих птиц. У Одюбона зимородок также нарисован в профиль, соответствуя классическим орнитологическим изображениям, у него лучше прорисованы неравномерные окрас и текстура оперения, особенно на поясе. Одюбон нарисовал зимородка в 1808 году, ещё до встречи с Вильсоном, используя пастель, графит и чернила, в то время как отпечатанное в книге изображение Вильсона первоначально было выгравировано.
Исследователи находят параллели в изображениях у Вильсона и Одюбона таких птиц, как белоголовый орлан, вилохвостый коршун (Elanoides forficatus), голубой лесной певун (Setophaga cerulea) и многих других. Обвинения в плагиате начались с Орда, который утверждал, что некоторые факты и наблюдения были взяты Одюбоном из работ Вильсона.

Красноплечий чёрный трупиал, «Птицы Америки»
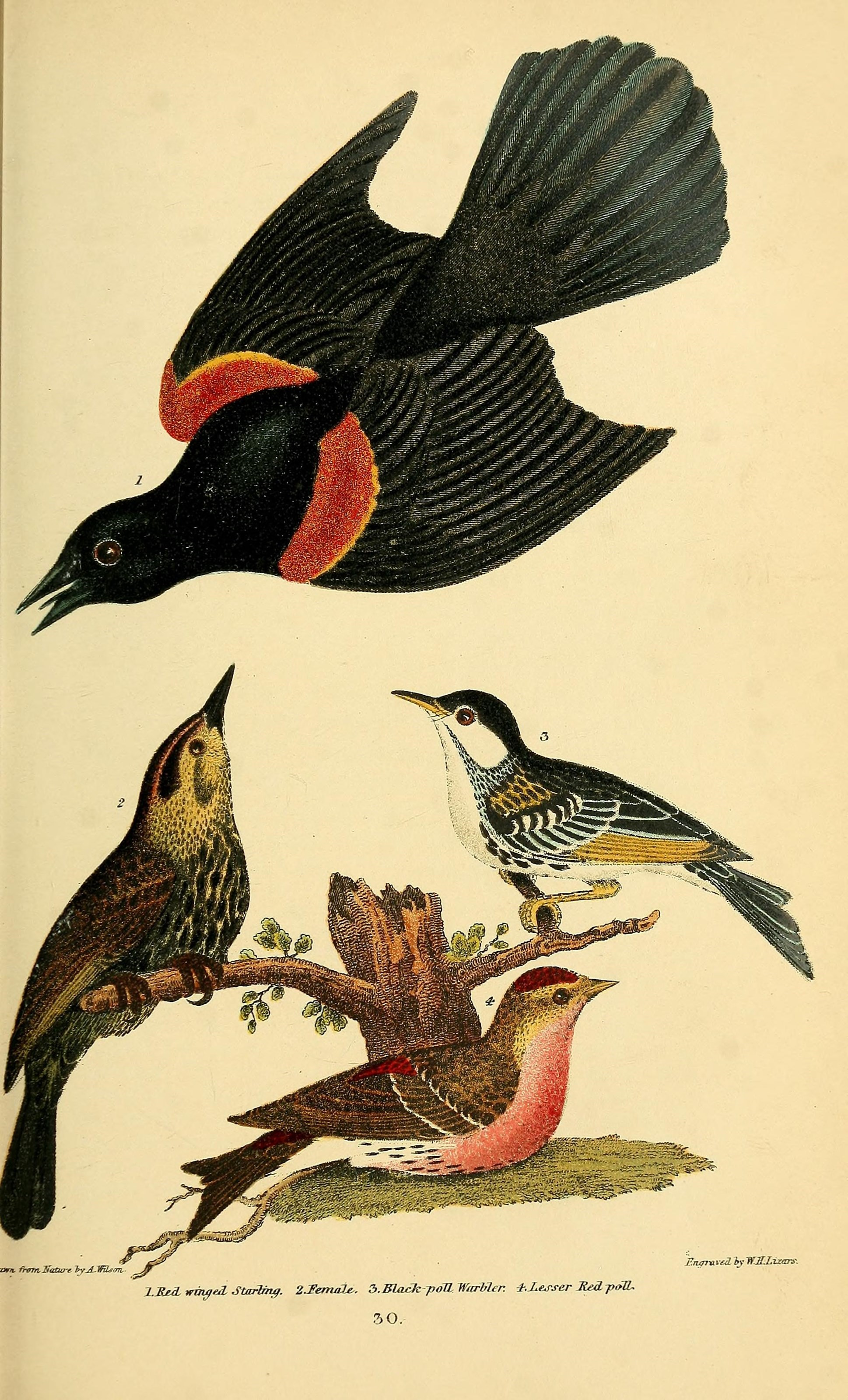
Красноплечий чёрный трупиал, «American Ornithology»
Миссисипский коршун, «Птицы Америки»
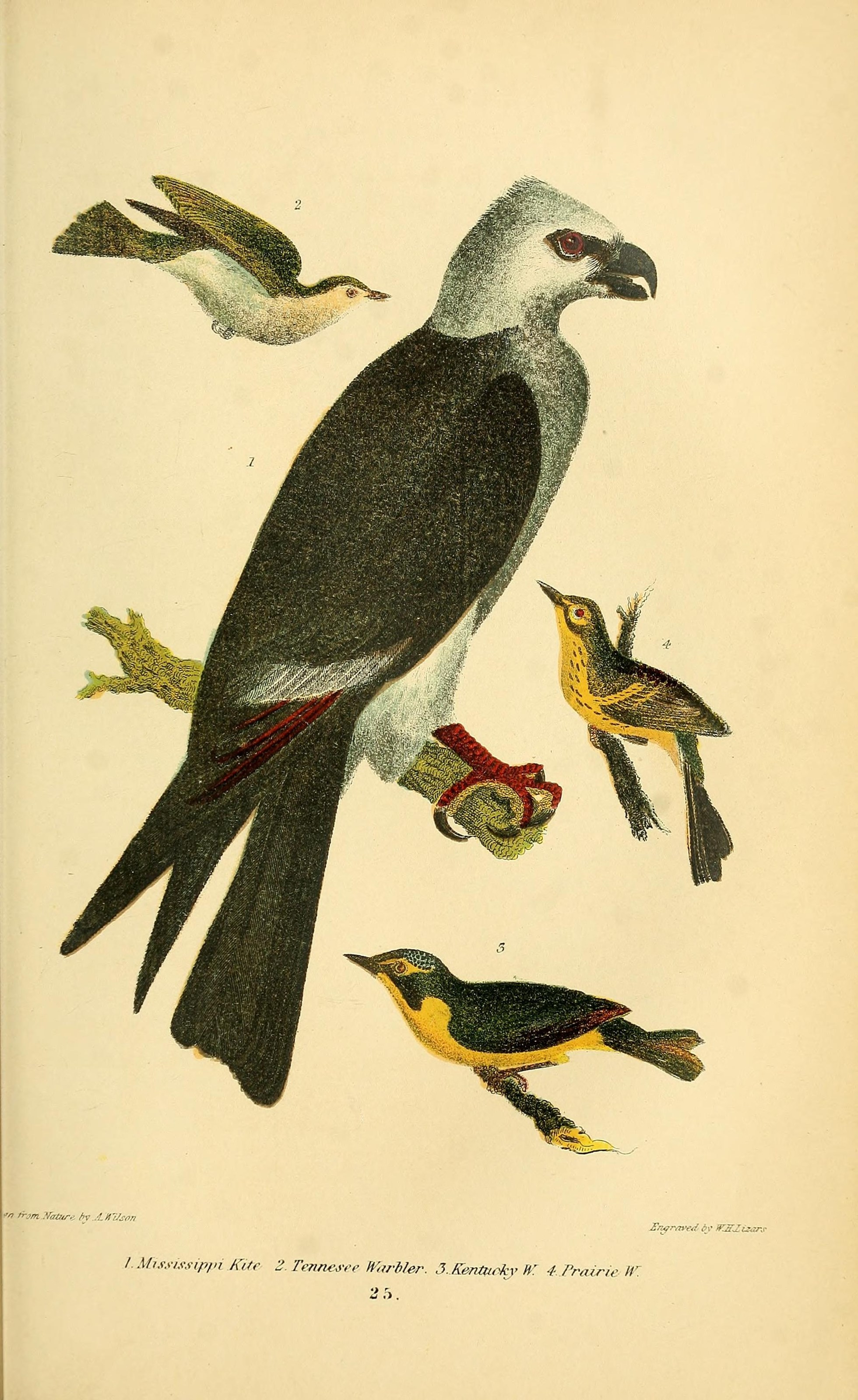
Миссисипский коршун, «American Ornithology»

Особое внимание исследователей привлекает красноплечий чёрный трупиал (Agelaius phoeniceus) с иллюстрации 67. Поза птицы очень похожа — с открытым клювом, расправленными крыльями и хвостом птица летит вниз, но Одюбон акцентирует внимание на форме крыла, у него другая форма красных и жёлтых пятен, на его изображении язык спрятан, а перья прорисованы более отчётливо. В альбом попало изображение 1822 года, но более раннее изображение этой птицы датировано июнем 1810 года. На нём птица держит ветку в когтях, а крылья сильнее прижаты к телу, яркие пятна и высунутый язык более соответствуют изображению Вильсона. Иллюстрация Вильсона была опубликована в четвёртом томе в 1811 году. Остаётся неясным, были ли оригинальные изображения скопированы авторами друг у друга, или в основу этой иллюстрации легли опубликованные ранее изображения других натуралистов. Нижний миссисипский коршун (Ictinia mississippiensis) на иллюстрации 117 также повторяет коршуна Вильсона. В защиту Одюбона Херрик утверждал, что последняя иллюстрация была напечатана в конце 1831 года, когда Одюбон был в Америке, а на оригинальном рисунке 1821 года изображена только верхняя птица.
Сам Одюбон в последнем томе Орнитологических биографий писал, что Вильсон скопировал у него изображение «Small-headed Flycatcher» (Musicapa minuta), Вилсон же утверждал, что описал эту птицу в 1812 году в саду около Филадельфии. Вероятно, оба натуралиста нарисовали молодого Setophaga pinus.

## Одюбон-художник
Наблюдать за птицами Жана Рабена научил его отец, который рассказывал сыну о своём опыте во время путешествий по Северной Америке, Карибскому морю и Франции. Так как со смертью птицы теряли своё очарование, отец познакомил его с книжными иллюстрациями, поселив в нём идею «рисовать птиц как живых» («to draw birds in lifelike attitudes»). По-видимому, у Жана Одюбона было одно из изданий «Естественной истории» (Histoire naturelle générale et particulière) французского натуралиста графа Жоржа-Луи Леклерка де Бюффона, которую в больших количествах переиздавали во времена французской революции. Около тысячи иллюстраций к ней иногда продавались отдельно. Согласно автобиографии Одюбона, в 1802—1803 годы он учился рисовать в Париже у Жака Луи Давида — любимого художника Наполеона, однако это утверждение не находит своего подтверждения в других источниках и отвергается современными биографами. Одюбон уклончиво пишет, что «учился по инструкциям знаменитого Давида» («had studied under the instruction of the celebrated David»), «Давид направлял мою руку при начертании объектов большого размера» («David had guided my hand in tracing objects of large size»). Скорее всего, Одюбон учился сам по работам Давида. Возможно, рисование акварелью входило в программу морской академии.
Многие работы Одюбона имеют порядковые номера, птицы подписаны на английском или французском языках, представлено научное название. В качестве подписи часто стоят инициалы художника, а также время и место. Некоторые рисунки включают также орнитологические детали (вес и размеры) и наброски лапы, клюва или яиц. После работы в Цинциннати Одюбон постепенно стал использовать и латинские названия птиц.
Ранние работы изображают птиц в профиль — позиция, по словам Линды Дуган Партридж (Linda Dugan Partridge), «такая же старая, как и сама орнитологическая иллюстрация»; в 1821 году около половины птиц всё ещё изображены в профиль, хотя многие рисунки запечатлели птиц в движении, в частности с раскрытым клювом. В конце XVIII века французское правительство спонсировало издание книг об экзотических птицах, в которых, чтобы показать яркое оперение, художники изображали их в разных позах, с поднятым крылом или расправленным хвостом, особое внимание обращая на индивидуальные перья и изображая их отдельно в натуральную величину. Аналогично, с середины XVIII века многие птицы около воды изображены с изогнутой шеей, кормящимися или чистящими перья, что в случае Одюбона позволило ему вместить их на лист в натуральную величину.

### Ранние работы
Долгое время считалось, что не сохранилось работ Одюбона, сделанных до его отъезда в Америку. В 2012 году была впервые опубликована найденная в частной коллекции иллюстрация сидящего на ветке черноголового щегла (Carduelis carduelis). Расположение птицы на рисунке позволило Роберте Олсон (Roberta J. M. Olson) предположить, что моделью послужило чучело, а не живая птица. Изображение ветки более всего напоминает иллюстрации Жака Баррабана, в которых простая ветка призвана акцентировать внимание на красоте оперения. Исследовательница полагала, что к этому времени Одюбон уже начал экспериментировать и увлажнял белую пастель на горле птицы. Большинство художников, изображающих птиц, пользовались акварелью, в то время как работы Одюбона этого периода в основном сделаны карандашом и пастелью, что позволяло ему создавать мягкие текстуры и согласуется со слегка устаревшей французской традицией XVIII века. Одюбон писал: «Я чувствую большое желание выбрать стиль, более подходящий для имитации перьев, чем акварель» («I felt a great desire to make choice of a style more particularly adapted to the imitation of feathers that the drawings in water colours…»).

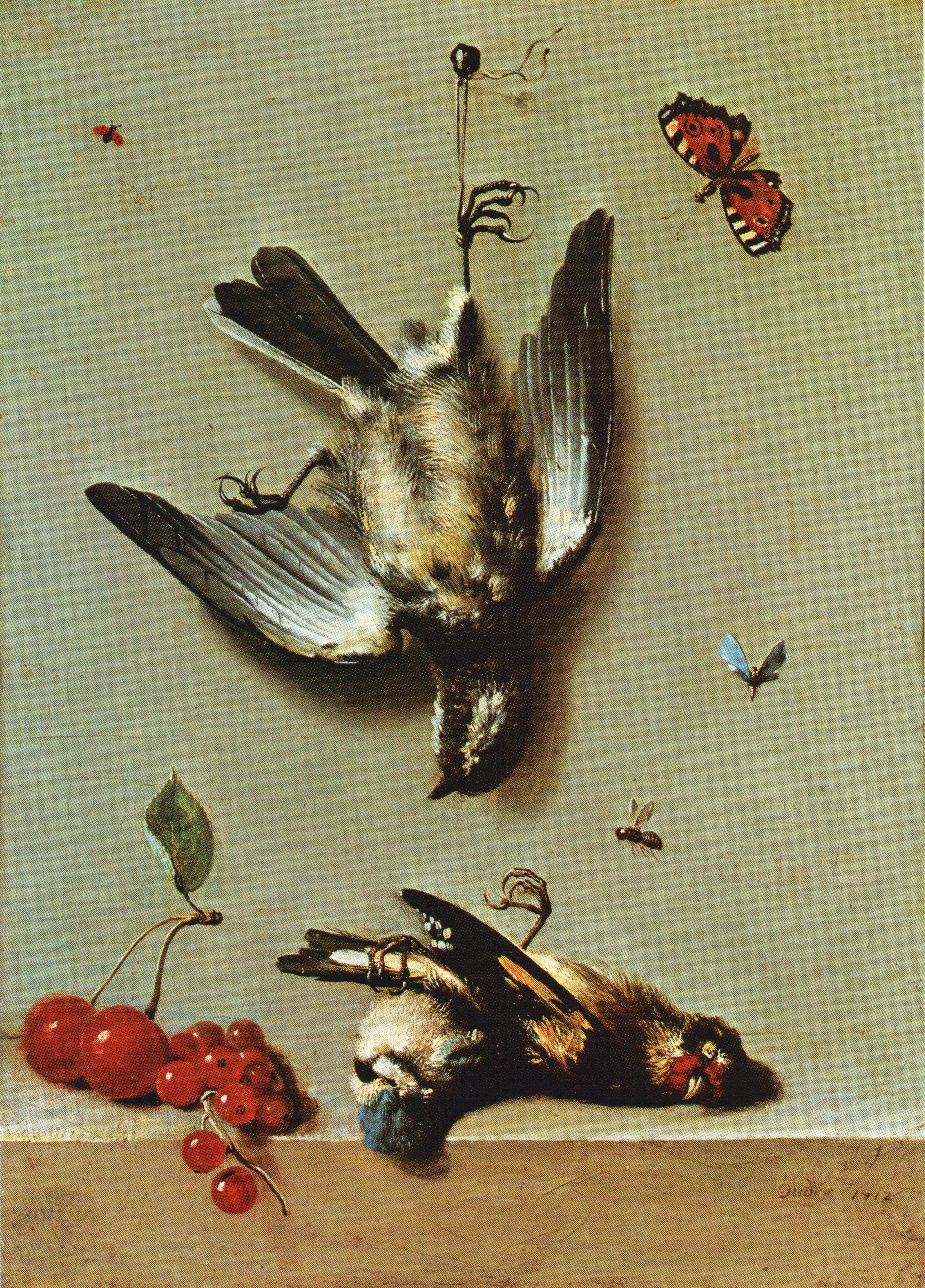
Жан-Батист Удри. Натюрморт с мёртвыми птицами и вишнями, 1712 год

В 1805 году, будучи во Франции, Одюбон сделал много зарисовок птиц в профиль, практически без заднего плана, часто птицы подвешены за лапу, клюв или крыло в попытках вдохнуть в них жизнь. Олсон сравнила такой подход с работой Жана-Батиста Удри «Натюрморт с мёртвыми птицами и вишнями» («Nature morte avec oiseaux morts et cerises») 1712 года. Подвешенная за крыло обыкновенная сипуха (Tyto alba) нарисована у Одюбона в натуральную величину, предвосхищая одну из основных особенностей «Птиц Америки». В музеях Ла-Рошели хранится 130 ранних работ Одюбона, датированных 1803—1806 годами, включая все работы, сделанные до поездки во Францию. Они были найдены в архивах в 1995 году во время подготовки к празднованию двухсотлетия Альсида Дессалина Д’Орбиньи. По-видимому, Одюбон подарил часть своих работ его отцу перед отъездом в Америку в 1806 году. Учёный забрал их с собой при переезде в Ла-Рошель в 1820 году и продолжал их использовать после того как в 1836 году стал куратором основанного им музея. В основном работы выполнены пастелью и карандашом, лишь на некоторых в небольшом количестве использовались акварельные краски.
Со временем Одюбон начал следовать за английским натуралистом Марком Кейтсби, который в «Естественной истории Каролины, Флориды и Багамских островов» (The Natural History of Carolina, Florida and the Bahama Islands) впервые обратил внимание на взаимосвязи организмов и их среды обитания. Олсон выделяла при этом рисунок пары красных кардиналов (Cardinalis cardinalis) в ботаническом окружении. Одюбон нарисовал его в 1806 году во Франции, используя, скорее всего, в качестве моделей тушки птиц, а также руководствуясь собственными наблюдениями.
Родс писал, что в 1815—1820 годы у Одюбона не оставалось времени наблюдать за птицами и если он и рисовал что-то, эти работы, как и более ранние, не сохранились. Несколько сотен изображений были почти полностью уничтожены крысами, которые сделали из них гнездо. Отойдя от утраты, Одюбон сказал: «Я обрадовался, что смогу теперь сделать рисунки лучше прежних» («I felt pleased that I might now make much better drawing than before»). Возможно, пережить ситуацию помогло то, что он и раньше часто уничтожал свои работы, чтобы сделать новые. Менее тяжёлое происшествие имело место весной 1822 года, когда Одюбон просыпал на свои рисунки порох. Во время пребывания в Филадельфии в 1824 году часть изображений приобрёл Эдвард Харрис. Эта коллекция, со временем расширенная, находится в Гарвардском музее естественной истории, она включает 116 работ 1805—1821 года.

### Зрелое творчество
Когда в декабре 1821 года Люси Одюбон привезла ранние работы своего мужа в Новый Орлеан, включая те, которые он сделал лишь годом ранее, он нашёл их качество неудовлетворительным. К этому времени Одюбон научился накладывать несколько слоёв акварели, прежде чем браться за пастель. Таким образом, несколько сотен старых рисунков следовало перерисовать. Одюбон посвящал рисованию птиц всё свободное время и продолжал давать уроки, чтобы оплатить учёбу своих сыновей. В начале 1822 года Одюбон писал: «За эти дни я собираюсь нарисовать 99 птиц, за которые должен буду заплатить охотнику Роберту по доллару за каждую — он обязался доставить мне сотню птиц разных видов. Если он не выполнит контракт, получит только 50 центов за каждую предоставленную птицу.» («I am to draw 99 birds in that numbers of days for which I am to pay one dollar for each to Robert the hunter — who is to furnish me with one hundred specimens of different kinds. Should he not fulfill the contracts, he is to have only 50 cents for each furniched.»)
В декабре 1822 года в Натчез, где проживал Одюбон, приехал портретист Джон Штейн (John Stein), который показал ему, как использовать масло. Будучи в Филадельфии в 1824 году, Джон Одюбон получил несколько бесплатных уроков живописи масляными красками у Томаса Салли; в ответ Одюбон учил его дочь рисованию пастелью. В 1827 году Одюбон отметил, что его работа маслом неудовлетворительна и ему стоит рисовать по-старому. Однако летом 1828 года он продолжал много писать маслом; у него было постоянно в работе не менее восьми произведений, самыми крупными из которых он считал орла над ягнёнком и копию индейки в вереске, проданные им за 100 фунтов.
В 1836 году в письме Бахману Одюбон отметил, что часть рисунков пострадала во время пожара в Нью-Йорке в 1835 году.

### Особый метод рисования птиц

Ястреб-тетеревятник и Accipiter cooperii, иллюстрация 133

Художники-орнитологи того времени пользовались услугами охотников, которые подстреливали птиц, набивали их шкурки размочаленным канатом и продавали тушки на рынке. Ещё в Нанте Одюбон начал рисовать птиц, обычно подстреленных им самим или его отцом. По его словам: «Все они были представлены строго орнитологически, то есть не более и не менее, чем безжизненный невыразительный профиль» («They were all represented strictly ornithologically, which means neither more or less than in stiff unmeaning profiles»). Одюбон же хотел сделать изображения не только научно достоверными, но и приятными глазу обычных людей, он стремился изображать живую природу. Постепенно Одюбон придумал свой метод рисования птиц.
В Милл-Гроув он делал полевые зарисовки или рисовал свежеподстреленных птиц. Месяцами он пытался зарисовать живых птиц в дикой природе, но не смог закончить ни одного наброска и снова вернулся к свежеподстреленным птицам, пытаясь зафиксировать их в «живой» позиции. Он пробовал создать манекен из дерева, пробки и проволоки, который послужил предметом шуток одного из приятелей, напоминая своей гротескной фигурой додо. Спустя какое-то время, однако, Одюбон смог соорудить свой макет. Свежеподстреленную птицу он прикреплял к доске, разлинованной на квадраты, фиксируя её тело, клюв, лапы и хвост. Такие же квадраты были на бумаге, что позволяло Одюбону в точности соблюдать пропорции по ходу рисования. Чтобы запечатлеть ещё «живые» краски уже мёртвой птицы до того как они потускнеют, требовалась быстрая работа художника.
Учитывая, что все птицы нарисованы в натуральную величину, для них было тяжело рисовать задний план с соответствующими размерами и пропорциями. Одним из явных примеров такого несоответствия Херрик называл изображённых на пластине 141 ястреба-тетеревятника (Accipiter gentilis) и Accipiter cooperii: последний был вырезан из другого окружения и завален назад.

## Одюбон-орнитолог
Историк Пол Фэбер отмечал два вектора развития орнитологии в XVIII веке: английский орнитолог Джон Лейтем и французский специалист Матюрен-Жак Бриссон вслед за Линнеем занимались классификацией птиц, в то время как Бюффон, продолжая видеть в них творение божье и индивидуализм, изучал различные живые виды. В своих орнитологических работах Одюбон следовал концепции Бюффона. Подписывая птиц на своих рисунках, он ссылался на девять различных натуралистов и в первую очередь на Бюффона. Как и предшественники, Одюбон уделял внимание изображению неоперённых частей птицы — клювов и лап, а также отдельных перьев.
Среди известных натуралистов-орнитологов, работы которых повлияли на Одюбона, помимо самого Вильсона (в таком контексте упомянутого ещё Дэниелом Дрейком в 1820 году), исследователи называют Бюффона и Кейтсби. С некоторыми работами он ознакомился ещё в детстве, другие были ему доступны из-за близких контактов со многими натуралистами, включая Д’Орбиньи и Бонапарта. Во многих путешествиях у него с собой был перевод «Системы природы» Линнея, сделанный Уильямом Тёртоном (William Turton) в 1806 году. Одюбон скопировал некоторые схемы из этой работы и старательно воспроизводил основные признаки принадлежности к тому или иному классу. В частности, изображая американскую савку (Oxyura jamaicensis), Одюбон в соответствие с Линнеем выделял хвост и форму клюва, обходя стороной отличительное белое пятно на щеке, которое появляется только в финальной версии.
Одюбон, с одной стороны, стремился к признанию в научном сообществе, гордился членством в научных обществах, а с другой стороны, выступал за доступность орнитологии для широкой публики, для обычных людей, внеся существенный вклад в пропаганду этой идеи в первой половине XIX века.

### Полевая орнитология

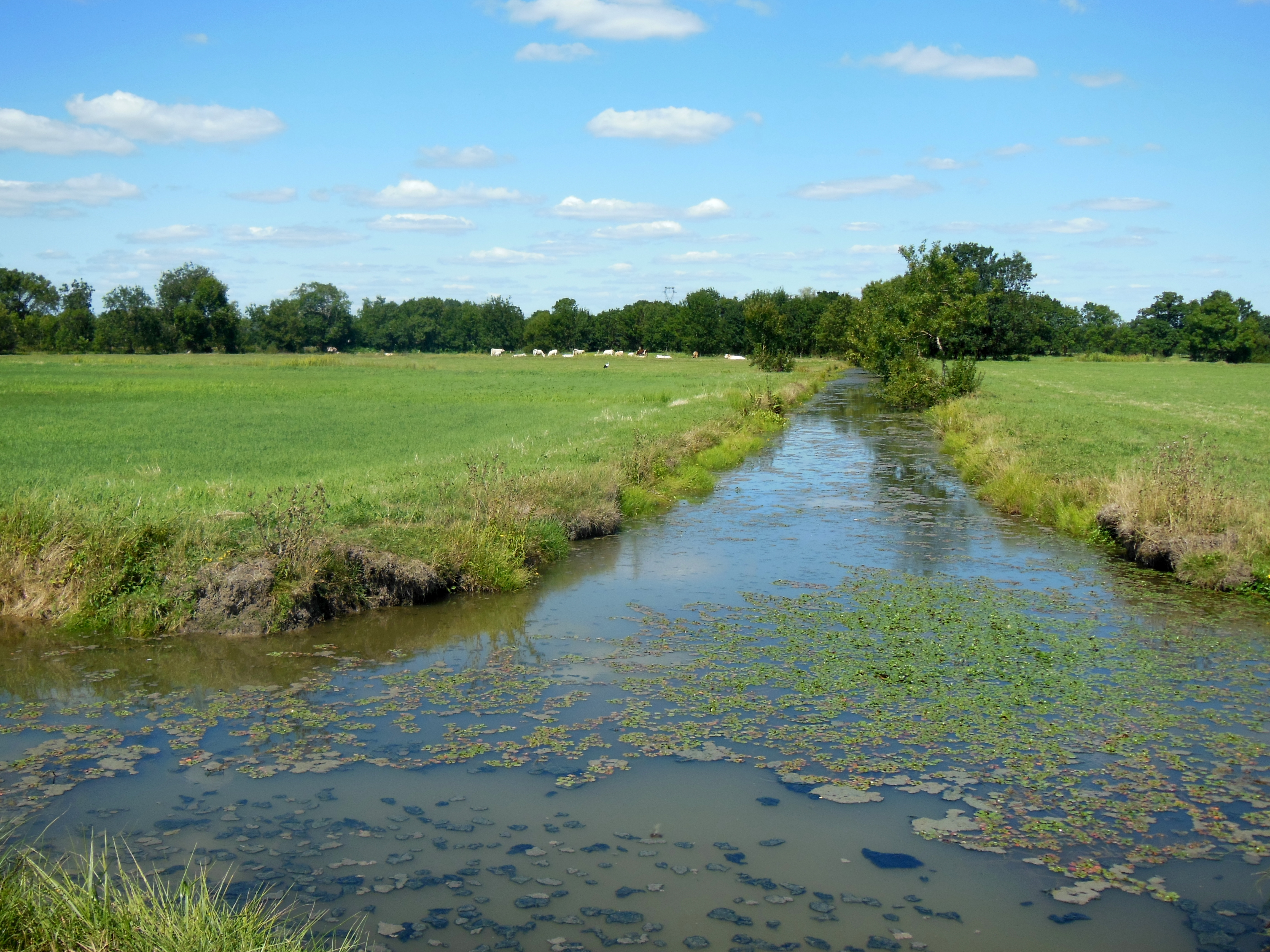
Болота, которые молодой Одюбон исследовал вместе с отцом

По собственным рассказам Одюбона, в детстве отец водил его на болота в эстуарии реки Луары недалеко от их резиденции Жербетьер (сейчас эти болота названы именем художника — Marais d’Audubon). Ноблс отмечал, что, хотя многие натуралисты Америки изучали птиц не в музеях, а в дикой природе, только Одюбон последовательно отмечал различия полевой и кабинетной работы. Одюбон полагал, что единственной альтернативой «кабинетному натуралисту», исследующему собранные кем-то коллекции птиц, сидя в комфортном кресле в тишине кабинета, являются рискованные и сложные путешествия, чтобы самому узнать природу.
Одюбон был орнитологом с ружьём. Чтобы нарисовать птицу, он должен был предварительно убить её. Ноблс полагал, что в его активе тысячи птиц. В одном из эпизодов «Орнитологической биографии» Одюбон говорил, что, впервые встретив Thryomanes bewickii в октябре 1821 года, он подстрелил птицу и на месте зарисовал её. Когда в ноябре 1829 года он снова встретил эту птицу, то в первую очередь наблюдал за её привычками. Одюбон описывал, с каким удовольствием он смотрел за прыжками и песнями птицы, заканчивая довольно продолжительный рассказ коротким резюме: «Я застрелил птицу и заспиртовал её» («I shot the bird, and have it preserved in spirits»). Стрельба по маленьким летящим птицам в то время была сопряжена со сложностями, на выстрел требовалось время, а значит, стрелок должен был делать многочисленные поправки. Во время путешествия 1831 года Одюбон оставил такую ремарку: «должен предупредить, что я называю птиц редкими, если застреливаю менее сотни в день» («you must be aware that I call birds few, when I shoot less than one hundred per day»). Помимо детального изучения подстреленных птиц, Одюбон использовал их для оплаты расходов: американские чучела пользовались большим спросом в музеях Европы.
Вместе с тем Одюбон работал и с живыми птицами. В начале 1833 года он купил на рынке беркута (Aquila chrysaetos). Сначала он наблюдал за его повадками, потом рисовал живую птицу, а через несколько дней решил убить её. Способом умерщвления был выбран дым. Одюбон накрыл одеялом клетку с птицей и куском угля и оставил на некоторое время, однако птица оставалась жива даже после того, как Одюбон добавил к углю серы, чтобы сделать дым токсичным. В конце концов Одюбон «воткнул ему в сердце длинный заостренный кусок стали» («thrust a long pointed piece of steel through his heart»), а потом несколько дней рисовал мёртвую птицу. Противостояние со взглядом птицы, описанное в одном из эпизодов «Орнитологической биографии», некоторые исследователи связывают с рассказом Эдгара По «Сердце-обличитель», который увидел свет в 1843 году. По словам самого Одюбона, беркут стал самой сложной птицей со времён первой платы: во время рисования с ним случился удар, и он несколько дней пролежал в постели. Позднее он обозначит птицу самцом, хотя на иллюстрации изображена самка. Исследователи утверждают, что это преднамеренная ошибка: Одюбон сознательно изменил пол птицы, чтобы скрыть от общества, что он убил самку. Среди других диких птиц, которые какое-то время жили у Одюбона, — индейка, лебедь-трубач (Cygnus buccinator), Cardellina canadensis и вилохвостый коршун.

### Эксперименты

Восточный феб, иллюстрация 120

Современные учёные утверждают, что регион Киттатинни (Kittatinny), где находится Милл-Гроув, является крупным миграционным коридором птиц, в котором отмечают 176 видов птиц. Первым объектом наблюдения в Америке весной 1804 года стала пара восточных фебов (Sayornis phoebe), свившая гнездо в одной из пещер около Милл-Гроув. Одюбон захотел проследить, возвращаются ли они каждый год на одно гнездо, для чего попытался прицепить к птичьим лапам лёгкую нитку. Птицы каким-то образом снимали её, но перед самым вылетом птенцов из гнезда Одюбон снова прикрепил нитки. На следующий год, перед отъездом во Францию, Одюбон обнаружил в соседней пещере несколько птиц, две из которых были со знакомыми нитями. Годом позже, по возвращении в Милл-Гроув из Франции, Одюбон обнаружил, что старое гнездо пропало, но прямо над ним птицы строили новое; самка оказалась очень пугливой, а самец подпускал близко, из чего Одюбон заключил, что старый самец поменял пару (как позже выяснилось, старую самку и четырёх её птенцов убил сын мельника). По мнению многих исследователей, описанный эпизод является первым примером кольцевания в Америке.
Работая у Бенджамина Бэйквелла в Нью-Йорке в 1806 году, Одюбон продолжал наблюдение за птицами. Он особенно увлёкся водоплавающими и рисовал зачастую по две птицы в натуральную величину в день. Он подружился с доктором Самьюэлом Митчиллом и подготавливал чучела птиц и млекопитающих для его коллекции. Этому навыку, а также умению взвешивать и измерять птиц, его научил Орбиньи, с которым Одюбон познакомился в 1805 году в Нанте. Наблюдая за пурпурной лесной ласточкой (Progne subis), Одюбон отмечал время прилёта птиц в те места, в которых он находился: первые дни февраля в Новом Орлеане, в середине марта на водопадах Огайо, в десятых числах апреля в Филадельфии, и в 25-х числах — в Бостоне. Обнаружив непереработанный рис, который не выращивали севернее Каролины, в желудке странствующего голубя в Нью-Йорке, и будучи свидетелем перелёта стаи странствующих голубей, Одюбон попытался рассчитать скорость птиц (60 миль в час) и размер стаи.
В июле 1808 года близ Луисвилла Одюбону показали платан западный, на котором отдыхало много стрижей: в четыре вечера птицы тысячами летали вокруг него, и Одюбон решил вернуться ближе к ночи. Он наблюдал, как птицы забивались в пустоты, однако их количество было настолько велико, что Одюбон даже не пытался их подсчитать. Поднявшись до рассвета, натуралист вернулся к безмолвному дереву. Через 20 минут птицы стали вылетать из него «чёрным потоком» с громким шумом и разлетаться во все стороны. Спустившись в широкое дупло, Одюбон ничего не рассмотрел, так как было темно, и тогда дровосек проделал для него отверстие у основания платана. Обнаружив внутри большое количество помёта, подгнивших перьев и остатков насекомых, он прочистил проход и закрыл отверстие. Когда через несколько дней Одюбон вернулся к дереву с фонарём, внутри него оказалось большое количество стрижей, которые отдыхали, прижавшись друг к другу. Осторожно, чтобы не потревожить стаю, Одюбон убил более сотни стрижей и, закрыв проход, покинул дерево. Он посчитал количество самцов, самок и молодых птиц, определить пол которых не представлялось возможным. Рассчитав внутреннюю площадь поверхности дерева и размеры, которые занимала одна сидящая птица, он оценил общее число птиц в девять тысяч особей. По словам Родса, Одюбон также окольцевал одну из птиц. Стрижи возвращались к дереву и через год, и через пять лет, но потом в ходе одного из штормов дерево упало.

Многоголосый пересмешник, иллюстрация 21

Одюбон проводил эксперименты, пытаясь ответить на многие вопросы, волновавшие орнитологов того времени. Во время зимнего путешествия 1821—1822 годов Одюбон планировал в период с октября по апрель—май наблюдать миграцию на юг в среднем течении Миссисипи, зимний сезон и обратную миграцию в низовьях реки, особое внимание уделяя новым видам. Для рисования ландшафтов он взял с собой способного ученика, 18-летнего Джозефа Мейсона. Чтобы оплатить поездку на корабле, Одюбон работал корабельным охотником, а Мейсон мыл посуду. 1 декабря ему повезло наблюдать копуляцию белоголовых орланов, а несколькими днями позже удалось поймать самца, над которым Одюбон проводил свои эксперименты, пытаясь выяснить, может ли орлан плавать. Ещё в 1827 году Одюбон написал несколько статей для научных журналов Эдинбурга и Лондона. Они частично были перепечатаны в Филадельфии и раскритикованы местными учёными, которые на основании наблюдений Одюбона за грифом-индейкой (Cathartes aura), американской чёрной катартой (Coragyps atratus), чёрной вороной (Corvus corone) и странствующим голубем (Ectopistes migratorius) посчитали его «первостатейным выдумщиком» («romancer of the first order»). В спор о том, как грифы находят свою добычу — зрением или обонянием, — были вовлечены знаменитые учёные того времени. Противостояние между «nosarians» (сторонниками концепции, что грифы находят добычу по запаху) и «anti-nosarians» (полагавшими, что птицы используют только визуальное наблюдение) включало несколько экспериментов с живыми дикими птицами, проводившихся при свидетелях, а также исследования нервной системы птиц.
На появившемся примерно в то же время рисунке многоголосого пересмешника (Mimus polyglottos) птицы отчаянно защищают расположенное на дереве гнездо от готовой к нападению змеи. Изображённая на дереве гремучая змея вызвала оживлённые споры и привела к дополнительным наблюдениям, которые показали, что в определённое время года гремучая змея может забираться на деревья. Вероятно, Одюбон изобразил не гремучую змею, а чёрного полоза. Одюбон также поместил на дерево арлекинового кораллового аспида, изобразив его вместе с каролинским козодоем (Antrostomus carolinensis), хотя маловероятно, что эта змея может забираться на деревья.

### Получение информации
Одюбон, как и многие другие натуралисты, в своих наблюдениях за природой прислушивался к рассказам окружающих. Огромные территории не позволяют одному учёному провести качественные наблюдения. При этом Уильям Свенсон писал, что почти каждый человек может наблюдать за природой. В начале XIX века институциональная наука в этой области была слабо развита, что давало простор для деятельности обычным людям, не получившим специального образования. Одюбон с некоторой долей скептицизма относился к получаемым им сообщениям. Когда он заинтересовался способом, которым каролинский козодой перемещает свои яйца и птенцов в случае опасности, он получил два абсолютно разных варианта: фермеры утверждали, что птица несёт их под крылом, а рабы — что она толкает их носом, при этом последнее наблюдение выглядело более правдоподобно. Отношение Одюбона к рабовладению в полной мере нашло отражение в эпизоде «The Runaway» «Орнитологической биографии»: в нём Одюбон во время своих путешествий встречает беглого раба, который даёт ему ночлег в своём лагере на болотах и знакомит со своей семьёй. Согласно истории главы семейства, они принадлежали одному хозяину, но во время финансовых проблем были распроданы по разным плантациям. Рабу удалось сбежать и собрать семью вместе. Одюбон отвёл их к первому плантатору, который был его знакомым и выкупил всех членов семьи у их прежних владельцев.
Помимо фермеров и рабов важным источником информации для Одюбона были наблюдения коренных жителей. Во время своего последнего путешествия он отмечал, что многие торговцы пушниной в горах в верховьях Миссури знают только бобра, выдру, енота и тех лис, за шкуры которых можно выручить деньги. В отличие от них местные индейцы знали почти всех животных. До поездки на запад, под впечатлением от встреч с индейцами в Миссури, Одюбон писал, что они «жили в великолепной, но меланхоличной дикой природе» («dwelt in the gorgeous but melancholy wilderness»). Однако по ходу последней экспедиции мнение Одюбона о коренных жителях постоянно ухудшалось. В своём журнале Одюбон неоднократно обращался к Джорджу Кэтлину, который рисовал индейцев Великих равнин, замечая, что не мог найти в реальных людях те черты, которые увидел художник, чьё путешествие состоялось до эпидемии оспы 1837—1838 годов. Одюбон собирал черепа индейцев, вскрывая для этого известные места их захоронений.
В «Орнитологической биографии» Одюбон обращался к своим читателям и предлагал вести с ним переписку. Летом 1840 года он получил письмо от 17-летнего юноши с вопросом о предполагаемом новом виде — Empidonax flaviventris. Молодой человек писал о мухоловке, которую он не смог обнаружить ни в одной из работ по орнитологии. Он дал довольно корректное орнитологическое описание птицы, указал, что у него есть два чучела и одна заспиртованная птица, а также предложил переслать их Одюбону в случае необходимости. Завязавшаяся переписка переросла в личные визиты и дружбу, которая продолжалась до самой смерти натуралиста; корреспондентом Одюбона был Спенсер Фуллертон Бэрд. Во время первой встречи Одюбон дал Бэрду несколько уроков и подарил «Орнитологическую биографию». В Dickinson College Бэрд собрал богатую коллекцию из 2,5 тысяч чучел, принадлежащих 450 видам. В июле 1850 года он получил пост секретаря в Смитсоновском институте, в музее которого до сих пор хранится его коллекция. На 500-й иллюстрации Octavo edition изображена последняя птица, которую описал и назвал Одюбон — Centronyx bairdii.

## Одюбон-писатель
Писательский талант Одюбона исследователи часто обходят стороной, концентрируясь в первую очередь на его альбоме иллюстраций и упуская из виду изданную отдельно «Орнитологическую биографию», в которой описания птиц перемежаются так называемыми «эпизодами» — короткими рассказами о путешествиях и жизни первопроходцев, содержащими много художественного вымысла и нередко критикуемыми за историческую недостоверность. По оценкам Херрика, в книгу включено более 60 эпизодов, связанных с событиями 1808—1834 годов. Путешествуя по Миссури в 1843 году, Одюбон, помимо рисунков животных и птиц, вёл очень подробный журнал экспедиции. По словам Ноблса, он планировал новую книгу, состоящую из эпизодов о людях, и включал в журнал истории других людей, которых встречал во время путешествия. Таунсенд в это время опубликовал заметки о своей экспедиции на запад с Наттоллом, поэтому Одюбон отложил работу, чтобы не создавать конкуренцию. Исследователи отмечают, что в своих рассказах, как и в иллюстрациях, Одюбон придаёт птицам человеческие черты характера.
В мае 1834 года Уильям Макгилливрей предложил Одюбону написать собственную биографию. Годом позже появился короткий рассказ «Myself» с посвящением сыновьям, и хотя сам Одюбон называл его «очень несовершенным (но совершенно точным) изложением моей жизни» («very imperfect (but perfectly correct) account of my early life»), в нём очень много неточностей, которые позволили критикам сомневаться в аккуратности биологических описаний. По словам Родса, нечёткое описание биографических подробностей сделало Одюбона «полувыдуманной публичной персоной» («semifictional public persona»), к чему он и стремился. Джон Одюбон скрывал или не договаривал многие обстоятельства своей биографии. В «Орнитологической биографии» он, в частности, писал, что родился в Новом Свете. Он также утверждал, что родился в Луизиане в 1780 году, а его мать была красивой и богатой испанкой, которая позднее отправилась вместе с Жаном Одюбоном в Санто-Доминго, где была убита во время местного восстания. Отец, по версии Джона Одюбона, спасся с двумя детьми, несколькими рабами и частью ценностей и денег. Среди версий о происхождении Одюбона есть предположение, что он является сыном Людовика XVI. Однако Маршалл Дэвидсон, автор предисловия к одному из изданий «Птиц Америки» в XX веке, писал, что их связывает разве что «замечательный бурбонский профиль».
В 1897 году дочь Джона Вудхауза Одюбона Мария опубликовала биографию отца «Audubon and His Journals», в которой воспроизвела многие истории и недостоверные факты, рассказанные Одюбоном о себе (по другим данным, оригинальное издание увидело свет в 1893 году, а в 1898 году вышло переиздание). Двухтомник включает дневники Одюбона, откорректированные его внучкой, которая после этого сожгла оригиналы. Немногие сохранившиеся журналы позднее также были опубликованы. Среди них журналы 1820—1821 годов и 1840—1843 годов под редакцией Говарда Конинга (Howard Corning) (1930) и журнал 1826 года под редакцией Элис Форд (1967) и более поздний «The Missouri River Journals of John James Audubon» (2016). Конинг также издал письма Одюбона, датированные 1826—1840 годами («The Letters of John James Audubon, 1826—1840»), которые демонстрируют живой язык рассказчика.
Антологии прозы Одюбона были выпущены Скоттом Расселом Сандерсом (1986), Кристофом Ирмшером (Christoph Irmscher, 1999), Ричардом Родсом (2006).

## Жизнеописания
В 1856 году в Англии увидела свет работа Audubon: the Naturalist of the New World, написанная Горацием Стеббингом Роско Сент-Джоном (Horace Stebbing Roscoe St. John). Херрик полагал, что самым ценным в этой книге является изображение на обложке и список публикаций Одюбона с их ценами до Гражданской войны. В тот же год Чарлз Лэнмэн спрашивал у Виктора Гиффорда Одюбона разрешение написать биографию его отца, но получил отказ. В 1868 году в Англии вышла ещё одна биография — Life of Audubon. Некоторое время её автор оставался неизвестным, но позднее выяснилось, что им был Роберт Бьюкенен. История этой работы крайне запутана. Лондонский издатель передал Бьюкенену работу вдовы Одюбона, которую та безуспешно пыталась опубликовать в 1866 году. Бьюкенен сократил её примерно в пять раз и опубликовал, обозначив себя как «редактор» («sub-editor»). Эта биография выдержала второе и третье издание в 1869 году, а в 1912 году была напечатана в Everyman’s Library. Вышедшее в 1917 году исследование Френсиса Херрика (Francis Hobart Herrick) Audubon the Naturalist, включает документы, найденные им в архивах Англии, США и Франции. Именно в этой работе впервые появляется дата рождения Одюбона. Последнее переиздание двухтомной биографии увидело свет в 1938 году.
Последующие биографии Одюбона показывают натуралиста в разном свете. Одной из наиболее подробных является книга Элис Форд John James Audubon, опубликованная в 1964 году. В ней проливается свет на загадку матери Одюбона. В одном из переизданий Форд подробнее раскрывает некоторые моменты её биографии. Дэниэл Паттерсон (Daniel Patterson) в комментариях к журналу Одюбона из путешествия по Миссури отмечал, что Форд существенно смягчила некоторые эпизоды биографии Одюбона, убрав из неё упоминания многочисленных убийств птиц, к которым читатели того времени не были готовы, и сделав из него почти «святого» защитника природы. Аналогичным образом поступил и Александр Адамс (Alexander Adams), выпустивший биографию Одюбона примерно в то же время. По другому пути пошёл Джон Уильям Чанселлор: в качестве первого изображения для своей биографии «мясника птиц» Audubon: A Biography, увидевшей свет в 1978 году, он подобрал рисунок морской чайки (Larus marinus), на котором запечатлена «агония раненной человеком птицы». В 1980 году Мэри Дюран (Mary Durant) и Майкл Харвуд (Michael Harwood) выпустили путевой журнал своей экспедиции, в которой они повторили основные орнитологические путешествия Одюбона, получив за книгу On the Road with John James Audubon медаль Джона Берроуза. Они отрицали подход Чанселлора, но с некоторой осторожностью рассматривали и цитаты Одюбона, обработанные его внучкой.
Литературной составляющей творчества Одюбона посвящена большая часть работы Сандерса «Wonders Hidden: Audubon’s Early Years» (1984), в то время как биография Ширли Стрешински (Shirley Streshinsky) «Audubon: Life and Art in the American Wilderness» (1993) исследует развитие Одюбона от обычного натуралиста до незаурядного художника. Вышедшие в начале XXI века две биографии художника — Under a Wild Sky: John James Audubon and the Making of The Birds of America Уильяма Саудера (William Souder, 2005) и John James Audubon: The Making of an American Ричарда Родса (Richard Rhodes, 2004) — проводят параллели между отстрелом птиц в орнитологических целях в начале XIX и в начале XXI века, утверждая, что человек, выступающий за сохранение природы, может одновременно быть хорошим охотником, а убийство птиц Одюбоном в первую очередь объясняется практическими целями. В 2017 году Грегори Ноблс (Gregory Nobles) подготовил ещё одну биографию — John James Audubon: The Nature of the American Woodsman.

## Память

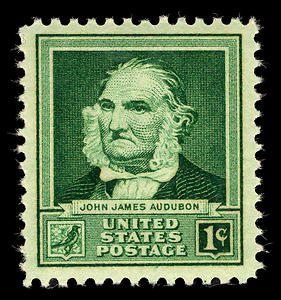
Джон Джеймс Одюбон на почтовой марке США 1940 года

Одюбон не сомневался в значении «Птиц Америки», как и в собственной гениальности. Несмотря на ошибки и противоречия, жизнь Одюбона и его главный труд заняли место в ряду культовых американских явлений, став, каждое по-своему, подлинными произведениями искусства. Движимый страстью к созданию книги о всех птицах Америки, Одюбон сформировал самосознание американского натуралиста и первым в истории нации объединил искусство и науку.
В 1886 году Джордж Гриннел, в детстве посещавший уроки Люси Одюбон в Нью-Йорке, основал общество для защиты диких птиц, их гнёзд и яиц, направленное, в частности, против коллекционирования птичьих яиц и перьев. Новое Одюбоновское общество больше подходило для энтузиастов-любителей, чем отличалось от образованного в 1873 году Орнитологического клуба Наттолла и в 1883 году — Американского орнитологического общества (AOU). Оба этих сообщества особое внимание уделяли классификации птиц и номенклатуре, при этом членство в последнем требовало определённого образования. Уже через год после основания к Одюбоновскому обществу присоединилось более 18 тысяч членов. В настоящее время это одна из крупнейших организаций по защите животных, насчитывающая сотни тысяч членов.

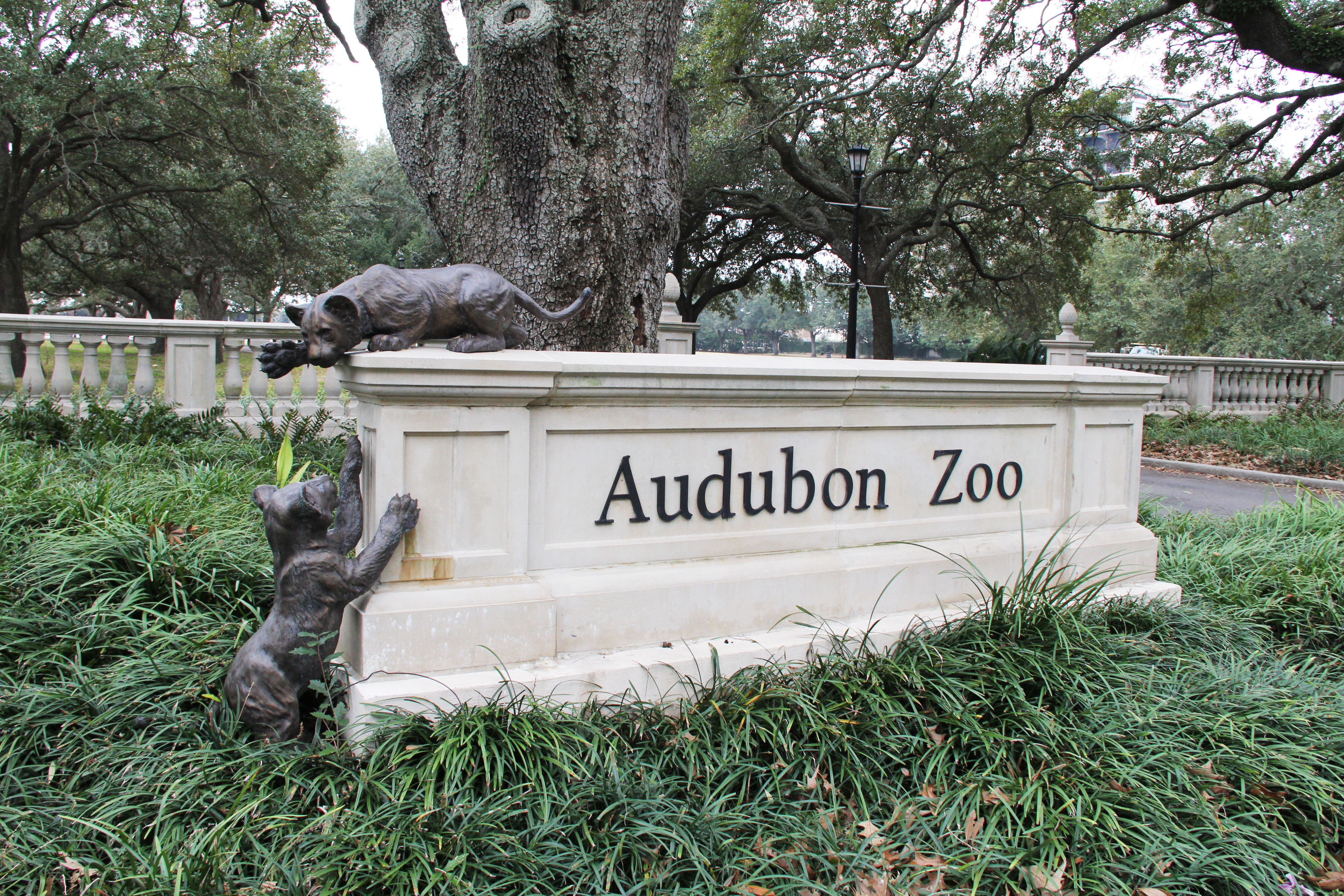
Вход в зоопарк Нового Орлеана

Майкл Стейнберг (Michael K. Steinberg) в 2010 году провёл исследования топонимов и организаций, названных именем Одюбона на юге США. Он обратил внимание, что в Чарлстоне — городе, с которым у Одюбона связано много фрагментов биографии, — таких топонимов практически нет, возможно, из-за того, что город уже был научным центром, когда в нём появился натуралист, и многие другие учёные также жили и работали в Чарлстоне. По-другому дела обстоят в Новом Орлеане, несмотря на то, что самому натуралисту город не понравился. Его именем названы школы, улица и гольф-клуб. Статуя Одюбона приветствует посетителей зоопарка Одюбона, которым, как и одноимённым аквариумом, инсектарием, парком и некоторыми другими научными учреждениями, управляет Институт Одюбона. Памятник Одюбону стоит также на манхэттенском кладбище, где похоронен художник.
Город в Пенсильвании, на территории которого находится Милл-Гроув, носит его имя, как и некоторые другие города страны, а также многие улицы и парки. В честь Джона Одюбона названы город и округ в штате Айова, парк в Луисвилле и ботанический сад в Ки-Уэст во Флориде. Территория в Нью-Йорке между рекой Гудзон и Бродвеем, а также улицами 156 и 160, включающая Миннис-Лэнд, ранее носила название парка Одюбона, но впоследствии была застроена. Плантация Окли около Сент-Франсисвилла, на которой Одюбон жил короткое время в 1821 году, входит в реестр достопримечательностей штата Луизиана и расположена на территории парка Одюбона (Audubon Memorial State Park). Ещё один музей Одюбона находится в Хендерсоне.
Одюбон стал персонажем художественных произведений. Ему посвятили поэмы Роберт Пенн Уоррен (Audubon: A Vision, 1969) и Памела Александер (Pamela Alexander; Commonwealth of Wings, 1991). Неоднократно издавались биографии Одюбона для детей.